# Pyotr I của Nga
Pyotr I (tiếng Nga: Пётр Алексеевич Романов, Пётр I, Пётр Великий), có sách viết theo tiếng Anh là Peter I hay tiếng Pháp là Pierre I (sinh ngày: 10 tháng 6 năm 1672 tại Moskva – mất ngày: 8 tháng 2 năm 1725 tại Sankt-Peterburg) là Sa hoàng của nước Nga cũ và sau đó là Hoàng đế của Đế quốc Nga (từ năm 1721), đồng cai trị với vua anh Ivan V – một người yếu ớt và dễ bệnh tật – trước năm 1696. Ông được tôn là Pyotr Đại đế (hay Pierre Đại đế, Peter Đại đế, tiếng Nga: Пётр Великий, Pyotr Velikiy). Ông được xem là một trong những nhà cải cách kiệt xuất trong lịch sử Nga.
Vua Pyotr Đại đế đã tiến hành cuộc cải tổ lớn lao tại nước Nga Sa hoàng. Trong những năm 1697 – 1698 ông đi vòng quanh Tây Âu, học được những điều mới lạ ở đó và truyền vào Nga. Dưới triều ông, nước Nga có nền kinh tế phát triển và thành lập thể chế nghị viện. Trong việc xây dựng đất nước, Pyotr thường tham vấn những cố vấn tài ba người nước ngoài. Nhờ vậy, dưới triều đại không lâu dài của ông (1696 – 1725), nước Nga trở thành một đế quốc hùng cường trên thế giới thời đó, Hải quân Nga được thành lập. Người Nga đã có đủ sức giành chiến thắng trước hai cựu thù vào thời đó là đế quốc Ottoman và Thụy Điển, nhằm tái chiếm các lãnh thổ đã mất và lấy đường thông ra biển.
Năm 1703, ông hạ lệnh cho xây dựng thành phố Sankt-Peterburg. Chính tại đây, năm 1782 người ta đã hoàn thành việc xây cất tượng Pyotr I – tức tượng "Kị sĩ đồng". Sankt-Peterburg trở thành một "thành Venezia của phương Bắc", và trở thành kinh đô nước Nga vào năm 1712. Người ta đã ca ngợi ông như một vị "Đại đế Ross toàn nước Nga", hay "Cha của Tổ quốc".

## Thân thế

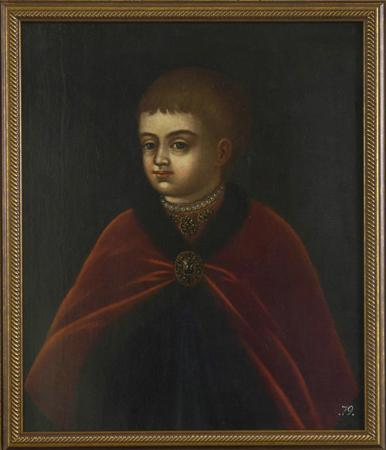
Pyotr Đại đế khi còn nhỏ tuổi.

Qua cuộc hôn nhân thứ nhất của mình, Nga hoàng Aleksei có hai hoàng tử và sáu công chúa. Trong số đó có Fyodor (Theodore) sau này lên làm vua ở tuổi 15 tuổi. Fyodor là con trai trưởng của Hoàng hậu quá cố Maria Ilyinichna Miloslavskaya, tức là anh cùng cha khác mẹ của Pyotr, lên ngôi vua. Hoàng tử Fyodor là một người yếu đuối, nhưng đã được Aleksei I phong làm Thái tử một năm trước khi ông vua này qua đời.
Người con trai thứ của Aleksei I là Ivan (còn gọi là John) còn xấu số hơn cả hoàng tử Fyodor: Ivan gần như bị mù và câm, lại còn rất ốm yếu và mắc phải chứng co giật. Trong sáu người con gái của vợ cả Aleksei I, công chúa Sophia được nhiều người châu Âu biết đến hơn cả. Sophia là người có tài năng, sau này đã bất hòa với vua Pyotr Đại đế.
Người vợ thứ hai của Aleksei I là con gái của boyar Narishkin. Bà đã sinh hạ hoàng tử Pyotr và công chúa Natalia. Năm 1672, Pyotr chào đời ngày 30 tháng 5 – tức ngày 10 tháng 6 theo lịch mới, lên bốn tuổi khi Nga hoàng Aleksei qua đời. Ông có tên đầy đủ là Pyotr Alekseyevich Romanov (Пётр Алексеевич Романов).

## Vua nhỏ mất quyền

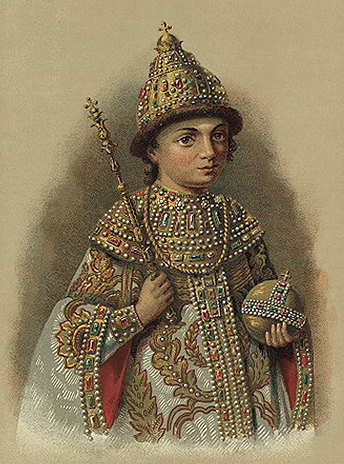
Pyotr lúc còn nhỏ

Nga hoàng Aleksei I giao việc dạy dỗ hoàng tử Pyotr cho một số gia sư, nổi bật hơn cả là Nikita Zotov, Patrick Gordon và Paul Menesius. Ngày 29 tháng 1 năm 1676, Nga hoàng Aleksei I qua đời, truyền ngôi vua cho Fyodor III. Trong suốt thời gian này, cuộc đời thơ ấu của hoàng thân Pyotr trải qua bình lặng, Artamon Matveev – bạn của Aleksei I – nắm phần lớn quyền hành trong triều đình. Nga hoàng Fyodor III qua đời năm 1682 sau sáu năm trị quốc, hưởng dương 20 tuổi. Do Fyodor III không có con, tranh cãi về việc ai là người thừa kế ngôi vua nảy sinh giữa hai gia tộc Naryshkin và Miloslavsky. Pyotr, lúc đó 10 tuổi cùng với người anh cùng cha khác mẹ là Ivan V, 17 tuổi là hai ứng viên của ngôi vua Nga. Do Ivan là một người yếu đuối, Hội đồng Boyar Duma của tầng lớp quý tộc Nga đã tôn Pyotr làm vua, mẹ ông là Natalia trở thành Thái hậu nhiếp chính. Theo truyền thống Nga, nhân dân Moskva đã được thông báo về việc phong vương cho Pyotr, và họ đồng ý. Ông được Tổng Giám mục và đa số lãnh chúa địa phương ủng hộ. Song Natalia lại là người hiền lành, lương thiện, thiếu tinh thần phấn đấu và trí tuệ cũng bình thường và vì thế bà không hợp với vị trí nhiếp chính.
Vài tháng sau, người chị cùng cha khác mẹ của Pyotr, tức chị ruột của Ivan, Sophia Alekseyevna, đã sách động Cấm vệ quân Streltsy làm loạn. Trong cuộc nổi dậy của Cấm vệ quân Streltsy, một số người thân và bạn bè của Pyotr bị giết hại, trong số đó có Matveev. Bản thân Pyotr đã chứng kiến được một số vụ giết người trong cuộc bạo động này. Sau cuộc nổi dậy từ tháng 4 đến tháng 5 năm 1682 của quân Streltsy, công chúa Sophia, gia tộc Miloslavsky (phe cánh của Ivan), cùng đồng minh của họ đã cho Ivan và Pyotr trị vì bên nhau với danh nghĩa đồng Sa hoàng – Ivan là Sa hoàng có vị thế cao hơn – là Sa hoàng đệ nhất, còn Pyotr chỉ là Sa hoàng đệ nhị. Công chúa Sofia Alekseyevna được cử làm Phụ chính. Quyền lực trong triều đình thực sự nằm trong tay Sofia.

## Trưởng thành ở thôn dã

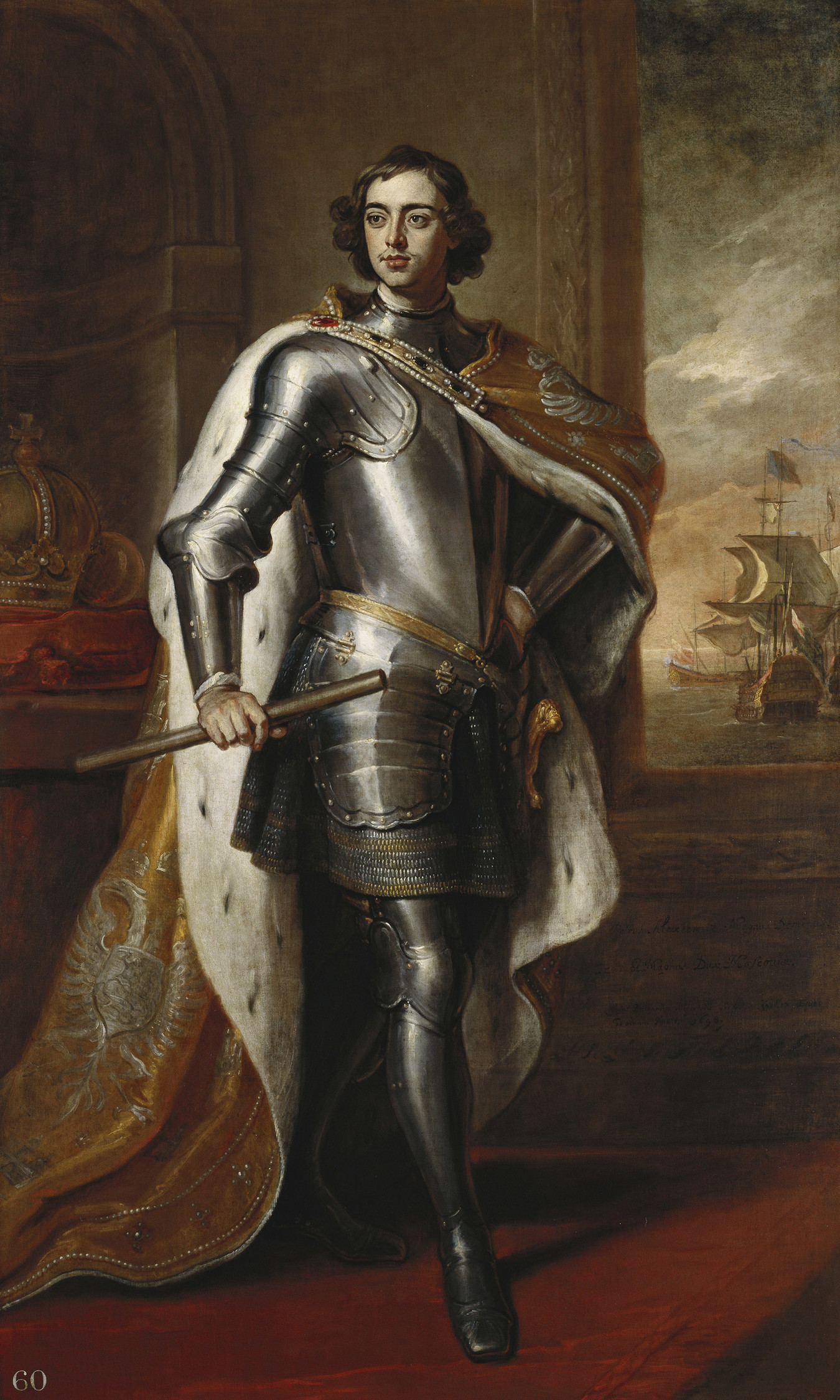
Pyotr I lúc trẻ trong quân phục kỵ binh. Trong chuyến đi Tây Âu, Pyotr đã tặng tấm hình này cho vua Anh William III.

Trong thời gian Sofia điều hành việc nước, Pyotr rời xa kinh đô Moskva, lớn lên nơi thôn dã. Khi Pyotr lên 14, ông và mẹ là Natalia đến cư ngụ ở Cung điện Preobrazhenskoe, trong ngôi làng cùng tên dọc bờ sông Yauza, cách Moskva khoảng 50 km. Những trò chơi tập đánh trận mà Pyotr ưa thích biến nơi này thành một doanh trại quân đội hoàn chỉnh. Tổng cộng có 800 thiếu nhi và trai trẻ, sống trong những khu doanh trại, tập luyện như quân đội, sử dụng ngôn ngữ của quân đội và lĩnh lương theo chế độ quân đội. Một trong những thiếu niên này là Aleksandr Danilovich Menshikov, sau này trở thành đại thần thân thiết nhất của Pyotr. Pyotr xem tất cả thiếu niên đồng trang lứa như là bạn của mình, từ nhóm nhỏ này ông gây dựng nên Lữ đoàn Preobrazhenskoe. Đây cũng là lữ đoàn đầu tiên của lực lượng Cảnh vệ Hoàng gia mà lữ đoàn trưởng luôn luôn là Nga hoàng, mãi cho đến khi chế độ Nga hoàng bị Cách mạng Tháng Hai lật đổ vào năm 1917.
Không bao lâu, mọi doanh trại trong ngôi làng nhỏ bé Preobrazhenskoe đều chật lính, các doanh trại mới được xây dựng thêm ở ngôi làng Semyonovsky gần đó; với thời gian, đội quân này phát triển thành Lữ đoàn Semyonovsky, và là lữ đoàn thứ hai của lực lượng Cảnh vệ Hoàng gia. Mỗi lữ đoàn lúc sơ khai có 600 quân, được tổ chức thành bộ binh, kỵ binh và pháo binh giống như bên quân đội thực thụ. Lữ đoàn Cảnh vệ Hoàng gia cũng có hệ thống quân hàm, với sĩ quan trận địa, đội hậu cần, ban hành chính, ban quân lương, lính thổi kèn, lính đánh trống,... như bên quân đội.
Trong thời gian này, một thương nhân già người Hà Lan tên là Franz Timmerman đã dạy cho Nga hoàng Pyotr số học, hình học, cách tính toán đạn đạo,... Đối với Pyotr, Timmerman vừa là chuyên gia tư vấn vừa là người bạn, và ông luôn giữ ông thầy bên mình để trả lời các câu hỏi liên tục tuôn ra từ vị Nga hoàng nhỏ tuổi.
Chính Timmerman và Pyotr tìm thấy một chiếc thuyền mục nát kiểu Anh, được một người Hà Lan khác sửa chữa, và ông này chỉ dẫn Pyotr lái chiếc thuyền. Nga hoàng Pyotr gọi chiếc thuyền này là "Thủy tổ của Hải quân Nga", hiện được trưng bày ở Bảo tàng Hải quân Nga ở thành phố Saint-Peterburg.
Sau đó, Nga hoàng Pyotr học đóng thuyền trên bờ hồ Pleschev, cách kinh đô Moskva gần 140 kilômét về phía đông bắc. Việc tình cờ tìm thấy chiếc thuyền và những bài học lái thuyền đầu tiên cùng với việc đóng những chiếc tàu khu trục nhỏ và thuyền buồm đầu tiên khởi đầu cho lòng đam mê biển và ước muốn học hỏi từ các nước Tây Âu của ông.
Vào ngày 27 tháng 1 năm 1689, Pyotr lên 17 tuổi và nghe theo lời mẹ, cưới Evdokiya Fyodorovna Lopukhina – một cô gái xuất thân trong tầng lớp quý tộc, lúc đó lên 20. Họ có ba người con, trong số đó có Aleksei sống đến tuổi trưởng thành và Aleksandr qua đời 7 tháng sau khi ra đời. Tuy nhiên, mười năm sau, sau chuyến đi Tây Âu ông đã buộc Lopukhina trở thành một nữ tu sĩ và cuộc hôn nhân kết thúc.

## Giành lại quyền lực

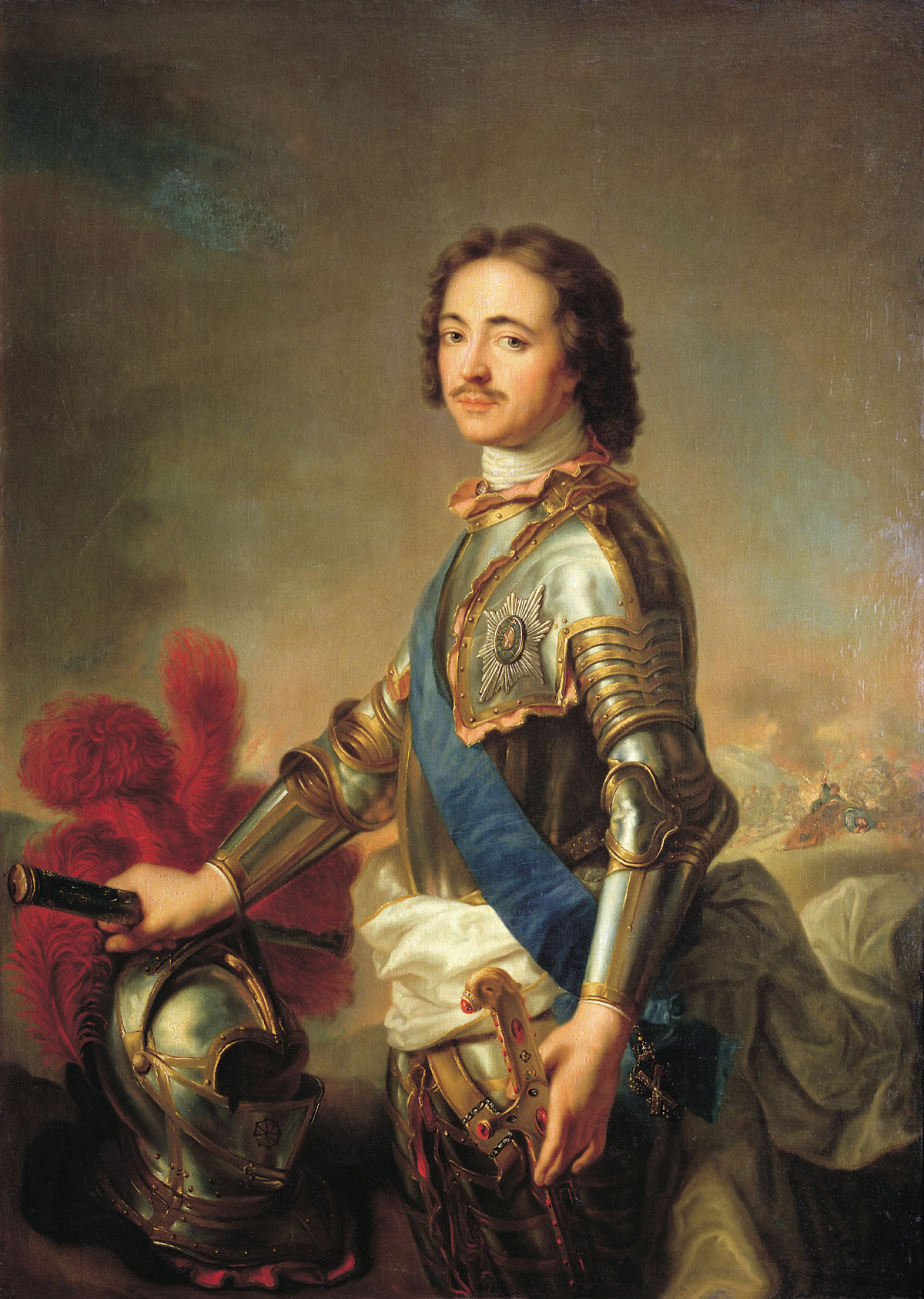
Pyotr Đại đế trong bộ chiến bào.

Sau bảy năm làm phụ chính bên cạnh vua em Ivan cũng yếu ớt như Fyodor, Sofia toan tính chuyện trừ diệt Pyotr và phế bỏ Ivan để chính thức làm nữ hoàng. Bấy giờ, Sophia đã bị mất uy tín sau thất bại trong hai cuộc chiến tranh vùng Krym. Nhờ sự ủng hộ của đông đảo quý tộc lúc đó, Pyotr I biết được ý định của Sofia. Ông còn được sự hỗ trợ đắc lực của 2 quân đoàn cấm vệ và các sĩ quan trong vệ đội hoàng gia, vì thế Pyotr không khó khăn bẻ gãy được ý định binh biến của Sofia.
Cuộc khủng hoảng bùng nổ vào ngày 17 tháng 8 năm 1689 giữa hai phe của Sofia và Pyotr Đại đế. Kết quả là Sofia bị lật đổ, bị tước bỏ hoàn toàn quyền hành rồi sau này bị đưa vào nữ tu viện Novodevichy. Từ đó, dù trên danh nghĩa, Ivan và Pyotr tiếp tục trị vì bên nhau nhưng trên thực tế quyền hành hoàn toàn do Pyotr nắm.
Trong 5 năm tiếp theo, Pyotr quay trở về Preobrazhenskoe và hồ Pleschev, vẫn sống theo lối sống thiếu niên thiếu quy củ, thiếu trách nhiệm, hoàn toàn dửng dưng với chính sự. Trước thời gian này, triều đình được điều hành bởi một nhóm nhỏ đã từng ủng hộ và dìu dắt ông trong cuộc đối đầu với Sofia và Thái hậu Nataliya Naryshkina. Năm 1694, khi Nataliya qua đời, Pyotr I trở thành một ông vua độc lập, dù ông vẫn đồng trị vì với ông vua bất lực Ivan V.
Trong hai năm 1693 và 1694, Pyotr I đi đến Arkhangelsk để quan sát những hoạt động của một bến cảng, cách tập lái tàu biển, đặt mua chiếc tàu đầu tiên và đóng thêm tàu cho Hải quân Nga. Nhận thấy tầm quan trọng của nền hàng hải, ông càng quyết tâm học hỏi điều hay từ Tây Âu và chú tâm đến việc xây dựng cảng biển.
Ngày 8 tháng 3 năm 1696, Nga hoàng Ivan V thình lình qua đời, khi mới 29 tuổi. Từ đó, Pyotr Đại đế là vị Nga hoàng duy nhất, là nhà cầm quyền tối cao độc nhất của đất nước Nga.

## Những hoạt động mở rộng lãnh thổ

### Chiến tranh Nga-Ottoman và mở cửa biển Azov

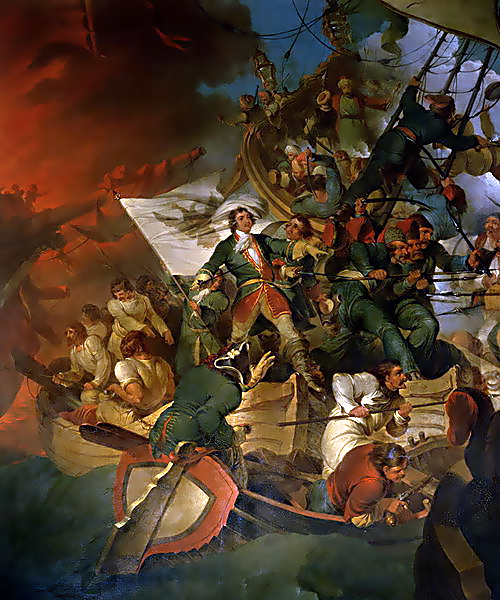
Quân Nga đánh chiếm Azov năm 1696.

Khi vua Pyotr Đại đế lên ngôi, nước Nga tuy có lãnh thổ rộng lớn nhưng không có đường thông ra biển Baltic hoặc biển Đen để thông thương với các nước Tây Âu có trình độ văn minh khá cao khi đó. Vì vậy, ông quyết định dùng chiến tranh để mở rộng lãnh thổ, lấy đường thông ra biển.
Để tiến ra biển Đen, trước tiên người Nga phải lấy được pháo đài Azov, thông ra biển Azov. Khi đó biển Azov nằm trong tầm kiểm soát của Hãn quốc Krym, do sắc tộc Tatar cai trị dưới sự bảo trợ của đế quốc Ottoman. Tháng 1 năm 1695, ông mang 13 vạn quân tấn công Azov.
Để đề phòng sự tấn công của Nga, Khan Selim I của hãn quốc Krym (1692 – 1699) đã cho xây nhiều đồn lũy tại sông Đông là con đường từ biển Azov chảy ra. Tình hình chiến sự ban đầu bất lợi cho ông vì khi đó Nga chưa có hải quân nên không thể cô lập được pháo đài Azov, ngược lại quân địch lại được hải quân tiếp viện nên chống quân Nga rất hiệu quả. Chính vì vậy, cuộc tấn công của Nga hoàng Pyotr bị thất bại.
Hiểu được nguyên nhân thất bại, Pyotr ra sức xây dựng hải quân. Từ mùa thu năm 1695, xưởng đóng tàu khởi động. Đích thân ông tới công xưởng, cầm búa và vào làm việc với công nhân. Do sự thúc đẩy nhanh chóng, tháng 5 năm 1696, xưởng đã đóng xong 168 chiếc thuyền có buồm, 157 chiếc thuyền trang bị súng đại bác và 1300 chiếc thuyền vận tải chuyên chở binh lính và quân nhu.
Ngay tháng 5 năm 1696, Pyotr Đại đế phát động tấn công Azov lần thứ 2. Cuối tháng, 10 vạn quân Nga kéo tới chân thành và công phá. Trên mặt biển, 100 thuyền Nga và 130 chiến hạm chi viện của Krym cũng đụng độ dữ dội. Kết quả thủy quân Nga đánh bại quân Krym. Viện binh Krym phải rút, pháo đài Azov bị cô lập. Quân Nga phong tỏa cửa sông Đông. Bị quân Nga tấn công cả trên bộ và từ biển, đến ngày 18 tháng 7, 9000 quân trong thành phải ra hàng.
Lấy được Azov là Pyotr có bàn đạp tiến ra làm chủ biển Đen, nhưng tình hình sau đó lại thay đổi. Không lâu sau, người Thổ Ottoman ký hòa ước với đế quốc Áo – một kẻ thù truyền kiếp của họ. Vì thế Nga bị mất đi một đồng minh và sẽ phải một mình đương đầu với Ottoman. Pyotr nhận thấy mình chưa đủ thực lực để một mình đánh bại quốc gia này. Ông quyết định tạm thời buông mục tiêu tiến ra biển Đen và quay sang mục tiêu biển Baltic.

### Đại chiến Bắc Âu

#### Sang một số nước Tây Âu (1697 – 1698)
Năm 1697, vua Pyotr Đại đế – dưới cái tên "binh nhất Pyotr Mikhailovich" – dẫn một đoàn sứ thần hơn 650 người, mà sử gia gọi là Đại Phái bộ Sứ thần đến một số nước Tây Âu. Mục đích của chuyến đi là nhằm thành lập liên minh chống Ottoman, và còn để tìm nguồn nhân lực, mua vũ khí và trang thiết bị cho Hải quân Nga và "đi một ngày đàng, học một sàng khôn". Pyotr không đi với tư cách là Nga hoàng mà giấu tung tích, giả dạng là một nhân viên của các đại sứ. Qua chuyến đi này, "liên minh chống Thổ" mà ông mong muốn đã không được thành lập, do Pháp là một đồng minh truyền thống của đế quốc Ottoman, còn Áo thì mong muốn giữ hòa bình ở phía Đông trong khi họ thực hiện những cuộc chiến tranh ở phía Tây. Hơn nữa, lúc này nhiều nước châu Âu đang quan tâm đến vấn đề ai là người thừa kế vua Tây Ban Nha Carlos II không có con, chứ không phải là cuộc chiến với Nhà vua Thổ Nhĩ Kỳ.
Dù "Đại Phái bộ Sứ thần" đã không thành công trong việc kêu gọi các vua chúa châu Âu thành lập một liên minh chống Ottoman, điều này không có nghĩa là họ dừng bước. Đến Hà Lan, Nga hoàng Pyotr I đã học hỏi được nhiều điều về đời sống của người Tây Âu. Ông đã học cách đóng tàu ở Zaandam (tại đây, căn nhà ông ở hiện nay là bảo tàng) và Amsterdam – nơi ông đã cùng với bạn bè ngày đêm lao động ròng rã, với thành quả là đóng được một tàu chiến sau hai tháng. Khi về nước, ông đã vận dụng kiến thức mà ông học được ở Hà Lan đã xây dựng Hải quân Nga Sa hoàng. Pyotr Đại đế và Thị trưởng Amsterdam Nicolaas Witsen đàm luận với nhau mỗi ngày, và ông hỏi làm thế nào có thể làm việc một cách yên tĩnh để học nghề đóng tàu, trong khi bị bao quanh bởi người tò mò lạ mặt nhìn tọc mạch, và Witsen có ngay một đề xuất. Trong vòng bốn tháng Nga hoàng đến làm việc tại xưởng đóng tàu lớn nhất thế giới, thuộc về Công ty Đông Ấn Hà Lan. Nga hoàng đã tham gia vào việc đóng một con tàu buôn Anh-Ấn đặc biệt dàng cho ông: "Tàu buôn Thánh Phêrô và Phaolô". Trong thời gian ở đây Nga hoàng đã gặp gỡ nhiều người thợ tài hoa, chẳng hạn như những người đã chế tạo các âu thuyền, xây dựng các pháo đài, các thợ đóng tàu và những thủy thủ, trong số đó có phó đô đốc Cornelis Cruys – sau này là người dưới quyền của Franz Lefort, cố vấn về các vấn đề hàng hải của Pyotr Đại đế. Bên cạnh đó, Pyotr cũng thăm Frederik Ruysch – người đã dạy ông cách nhổ răng và bắt những con bướm. Ông – một vị vua ham học hỏi và vận dụng cho việc dựng nước – cũng được đón chào bởi họa sĩ vẽ cảnh biển Ludolf Bakhuysen và nhà phát minh ống vòi rồng Jan van der Heyden. Vào ngày 16 tháng 1 năm 1698 Pyotr tổ chức buổi liên hoan chia tay và mời Johan Huydecoper van Maarsseveen đến dự tiệc. Trong buổi tiệc, Johan Huydecoper van Maarsseveen ngồi giữa Lefort và Nga hoàng, cùng cạn ly với họ.

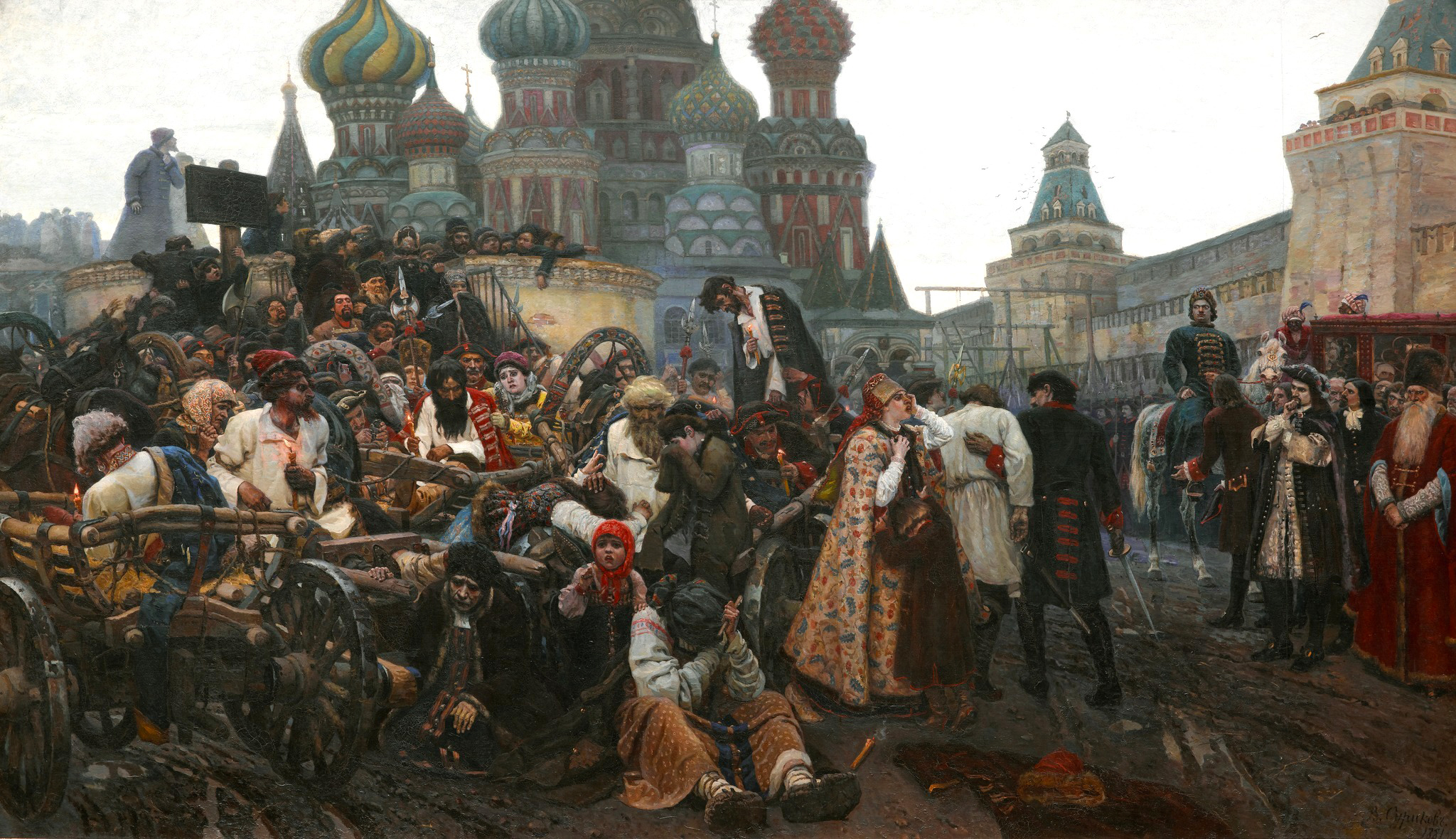
Trấn áp cuộc nổi dậy của lực lượng Cẩm vệ Streltsy.

Tại Vương quốc Anh, ông đã gặp gỡ vua William III, thăm Greenwich và Oxford, được vẽ bởi ông Godfrey Kneller và chứng kiến một cuộc diễu hành của Hải quân Hoàng gia Anh tại Deptford. Ông đã được học về nghề hải quân tại Anh. Ông còn đến thành phố non trẻ Manchester để học về các xây dựng thành phố, mà sau này ông sẽ vận dụng để xây dựng Sankt Peterburg. Sau đó, Đại Phái bộ Sứ thần đã đến Leipzig, Dresden và Viên. Ông đã nói chuyện với vua Ba Lan August II và hoàng đế La Mã Thần thánh Leopold I. Đại Phái bộ Sứ thần đã không đến thành Venezia. Chuyến đi của Pyotr Đại đế đã bị rút ngắn vào năm 1698, khi ông phải trở về Nga đánh dẹp cuộc nổi dậy của Cấm vệ quân Streltsy. Tuy nhiên, trước khi nhà vua trở về từ Anh, quân đội Nga đã dập tắt cuộc nổi dậy một cách dễ dàng. Trong quân đội Nga hoàng, chỉ một binh sĩ thiệt mạng trong vụ nổi dậy này. Tuy thế nhưng Nga hoàng Pyotr đã xét xử phiến quân một cách tàn bạo: 1.200 phiến quân bị tra tấn và hành hình, và Pyotr đã hạ lệnh cho quân lính bêu thi hài của họ tại nơi công cộng để cảnh cáo những tên phản nghịch trong tương lai. Lực lượng Cấm vệ quân Streltsy bị giải tán, do họ nổi dậy để đưa công chúa Sophia lên làm vua nên Sophia bị bắt phải trở thành một nữ tu sĩ.
Tác động của chuyến đi vô cùng rộng lớn. Ông trở về Nga với quyết tâm cải tổ đất nước theo đường hướng của Tây Âu. Theo ý nghĩa nào đó, ảnh hưởng đi theo vòng tròn: Tây Âu ảnh hưởng đến cá nhân Pyotr, ông ảnh hưởng mạnh mẽ đến nước Nga, và nước Nga, một khi đã hiện đại hóa và vươn lên, có tầm ảnh hưởng mới và mạnh hơn đến Tây Âu. Vì thế, đối với cả ba – Pyotr, nước Nga và Tây Âu – việc lập và gởi Đại Phái bộ Sứ thần là một thời điểm bước ngoặt.

#### Chuẩn bị chiến tranh

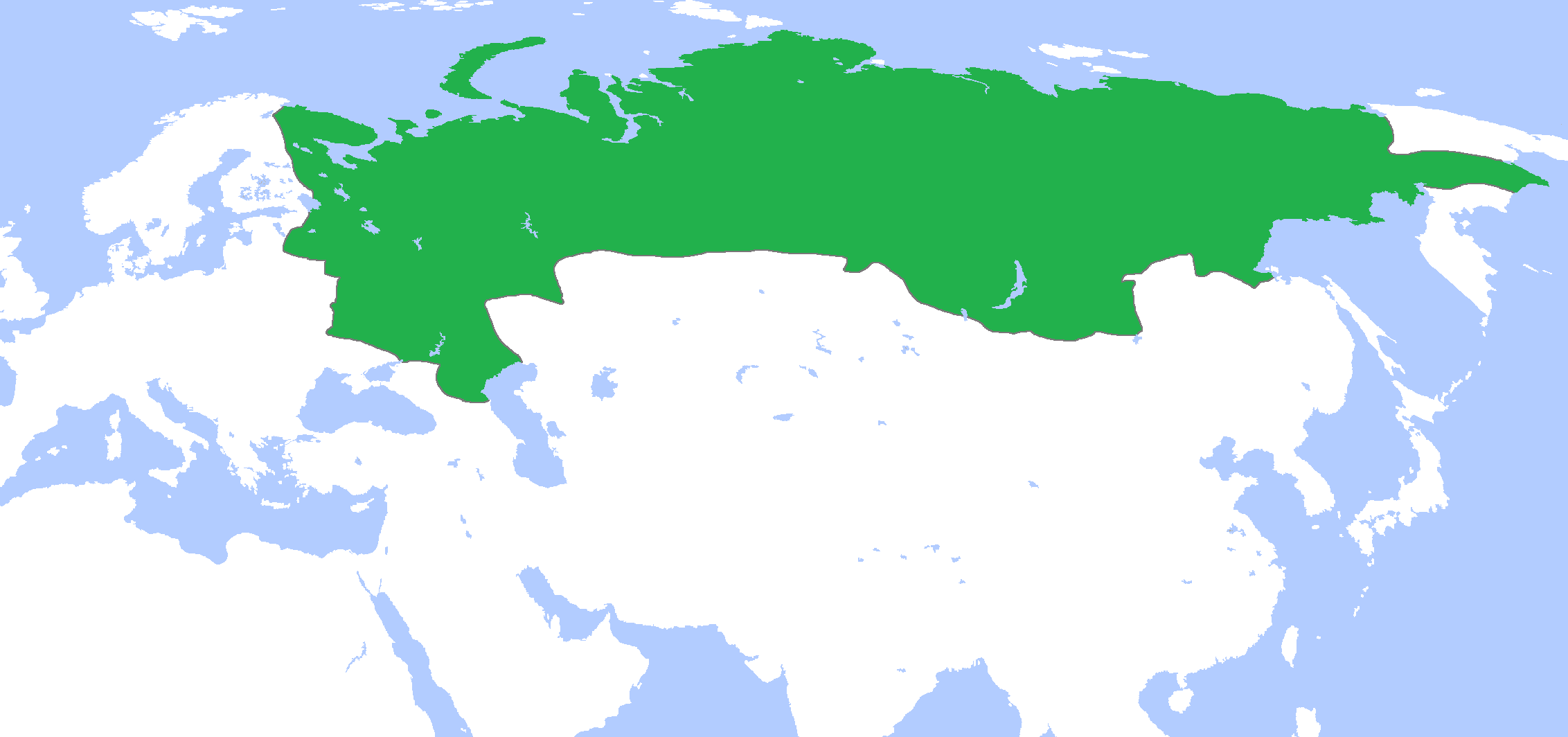
Nước Nga Sa Quốc vào năm 1700

Ngày 9 tháng 8 năm 1700, Pyotr Đại đế tuyên bố chiến tranh với đế quốc Thụy Điển, giải thích mục tiêu là để chiếm lại hai tỉnh Ingria và Karelia. Hai tỉnh này, ở phía bắc và nam của sông Neva, cộng với hồ Ladoga và các pháo đài Nöteborg, Narva và Riga, lúc trước thuộc về Nga. Hòa ước Nga–Thụy Điển năm 1664 tái xác nhận các vùng đất này thuộc Thụy Điển. Tuy thế, trong ý nghĩ của Pyotr, đấy là những lãnh thổ của Nga mà ông muốn đoạt lại để mở đường thông thương ra biển. Chiến tranh kéo dài hơn 20 năm, với nhiều nước Bắc Âu can dự vào, nên sử gia gọi là Đại chiến Bắc Âu.
Đây là cuộc chạm trán giữa Pyotr Đại đế và vua Thụy Điển Karl XII – hai vị vua trẻ tuổi. Thụy Điển là một đế quốc hùng mạnh ở Bắc Âu khi đó, có hải quân mạnh, đồng thời đã chiếm được Karelia và một vùng đất rộng lớn nằm dọc theo bờ biển Baltic, phong tỏa đường biển của Nga.
Để chuẩn bị chiến tranh với Thụy Điển, ông ký Hiệp ước Liên minh phương Bắc với Ba Lan và Đan Mạch vào năm 1696. Đồng thời, để yên ổn phương nam, dốc toàn lực vào cuộc chiến phương Bắc, ông ký hòa ước với đế quốc Ottoman có hiệu lực trong 30 năm.

#### Từ thất bại đầu tiên
Sau khi tuyên chiến với đế quốc Thụy Điển, Pyotr I mở cuộc tấn công vào vùng đất chiến lược Narva. Quân Thụy Điển được trang bị và huấn luyện tốt, chỉ với 2 vạn người đã đánh bại quân Nga đông hơn gấp 8 lần và bắt được 16000 tù binh.
Cũng như trong cuộc chiến với đế quốc Ottoman, thất bại đầu tiên không khiến Pyotr I nản lòng. Ông quyết tâm tìm cách phục thù. Ông ra lệnh trưng binh trên toàn quốc, nhanh chóng xây dựng được 50 quân đoàn mới; cho thống kê chuông thánh đường trên toàn quốc và trưng dụng 1/4 số chuông vào việc đúc đại bác. Ông tuyển lựa 2500 thanh niên vào trường huấn luyện pháo binh và công binh, mua 150000 khẩu súng trường từ nước ngoài để trang bị cho quân đội. Bản thân ông tự mình đi khắp đất nước để thị sát việc chuẩn bị và đôn đốc tái phát động cuộc chiến chống Thụy Điển.

#### Mở cửa sông Neva

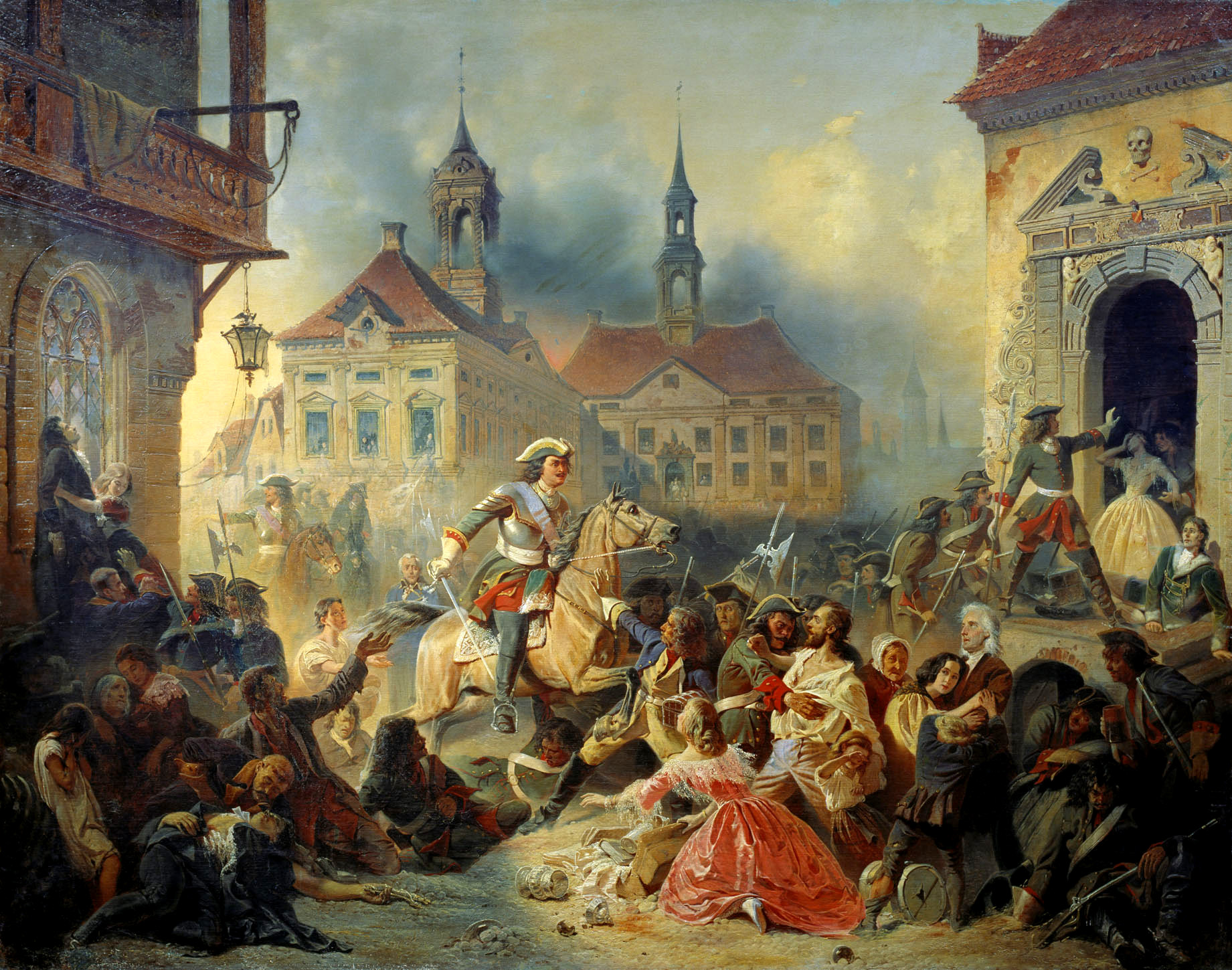
Cuộc trả thù của vua Pyotr Đại đế và binh sĩ khi chiếm pháo đài Narva của Thụy Điển năm 1704.

Năm 1701, lợi dụng lúc quân chủ lực Thụy Điển đi đánh Ba Lan, vua Pyotr Đại đế tấn công vào các đồn lũy của Thụy Điển ở dọc bờ biển Baltic. Sau nhiều ngày tấn công, sang năm 1702, quân Nga chiếm được Nöteborg nằm trên cửa sông Neva. Ông đổi tên nơi này thành "Schlysselburg", nghĩa là "thành phố chìa khóa", với ngụ ý lấy thành phố này làm chìa khóa mở cửa con sông Neva ra biển lớn.
Tiếp đó, quân đội Nga lại mở các cuộc tấn công vào vùng tam giác sông Neva. Nhằm bảo vệ cho cửa ra của sông Neva, Pyotr Đại đế huy động 20 vạn nông nô đến xây dựng đồn lũy trên hòn đảo gần đó. Sau này, ông cho xây dựng thành phố nằm sát ven biển là Sankt-Peterburg làm cửa ngõ đi ra các nước Tây Âu.
Trong khi quân Thụy Điển đang sa lầy ở Ba Lan, quân Nga được rảnh tay đi đánh những lãnh thổ của Thụy Điển dọc bờ Biển Baltic.
Pyotr Đại đế phái tướng Boris Petrovich Sheremetev kéo 286000 quân đến đánh xứ Livonia, được 7 vạn quân Thụy Điển bảo vệ dưới quyền chỉ huy của tướng Wolmar Anton von Schlippenbach. Tháng 1 năm 1702, Sheremetev có một chiến thắng quan trọng, đánh đuổi quân Thụy Điển ra khỏi doanh trại mùa đông, và còn gây 4 vạn thương vong cho phía Thụy Điển (phía Nga tuyên bố gây thương vong 1 vạn). Quan trọng hơn theo ý nghĩa tượng trưng, quân Nga bắt được 3500 tù binh Thụy Điển và giải họ về thành Moskva. Tinh thần của toàn quân Nga, đã xuống thấp từ chiến bại thê thảm tại Narva, từ đó bắt đầu lên.
Mùa hè kế tiếp, tháng 7 năm 1702, Sheremetev lại tấn công Schlippenbach ở Livonia, và lần này 50 nghìn quân Thụy Điển bị đánh gần như tan tành: 25000 thương vong, 3000 bị bắt cùng với pháo và cờ xí. Bên Nga bị mất 8000 người. Sau trận này, quân cơ động của Schlippenbach không còn xuất hiện, và cả vùng Livonia xem như bỏ ngỏ ngoại trừ các căn cứ cố định Riga, Pärnu và Dorpat. Quân dưới quyền Sheremetev tự do tung hoành khắp nơi, đốt phá làng mạc và thị trấn của Thụy Điển.
Trong lúc đó, Pyotr Đại đế cho đóng loại thuyền nhỏ trên hồ Ladoga, hồ lớn nhất châu Âu, để đánh đuổi hải quân Thụy Điển. Quân Nga áp dụng cùng chiến thuật trên hồ Peipus. Kế tiếp, Nga chiếm lấy pháo đài Thụy Điển ở Nöteborg, nơi ồ Ladoga chảy vào sông Neva, đổi tên của pháo đài thành Schlüsselburg, từ schlüssel trong tiếng Đức có nghĩa là "chìa khóa", cũng có ý nghĩa pháo đài là chìa khóa mở ra Biển Baltic. Sự thất thủ của Nöteborg/Schlüsselburg là thất bại nặng nề cho Thụy Điển vì họ đã mất đi bức tường chắn Nga tiến ra Neva và cả tỉnh Ingria.
Mùa xuân năm sau, 1703, trong khi Karl XII vẫn còn ở Ba Lan, Pyotr Đại đế dứt khoát "không để mất thời giờ mà Thiên Chúa đã ban," tấn công trực diện để tạo dựng miền đất Nga trên bờ Biển Baltic, 21 vạn quân Nga đã nghiền nát gần 13 vạn quân Thụy Điển trong trận Grodno. Cuối cùng, Nga kiểm soát toàn chiều dài sông Neva, và Pyotr Đại đế cho xây dựng thành phố Sankt-Peterburg ở cửa sông Neva. Nhằm bảo vệ cho cửa ra của sông Neva, Pyotr Đại đế huy động 20 vạn nông nô đến xây dựng đồn lũy trên hòn đảo gần đó. Sau này, ông cho xây dựng thành phố nằm sát ven biển là Sankt-Peterburg làm cửa ngõ đi ra các nước Tây Âu.
Năm 1704, Nga giành quyền kiểm soát hai thị trấn then chốt của Estonia là Dorpat và Narva. Việc này giúp củng cố chân đứng của Nga ở Ingria và ngăn chặn Thụy Điển tiến về Sankt-Peterburg từ phía tây. Chiến thắng Narva có tầm quan trọng về tâm lý cũng như chiến lược: không những che chắn cho Sankt-Peterburg ở mặt tây, mà còn chuộc lại nỗi nhục nhã bốn năm trước cũng chính ở Narva.
Vào tháng 2 năm 1704, Karl XII truất phế August II của Ba Lan đã loại ra bên thứ hai trong số liên minh ba bên chống Thụy Điển. Bây giờ, bị đơn độc phải đối mặt với Karl, Pyotr Đại đế tăng cường nỗ lực để dàn hòa với Karl XII.
Karl nhất quyết từ chối xem xét việc đàm phán với Nga. Trong giai đoạn Pyotr Đại đế đề xuất các điều kiện hòa bình và Karl bác bỏ các đề xuất này, có sự cách biệt giữa đôi bên không thể nào hòa giải được: Sankt-Peterburg. Pyotr có thể từ bỏ mọi thứ miễn là được giữ Sankt-Peterburg để có lối cho Nga thông ra biển. Karl không muốn từ bỏ thứ gì khi chưa đánh gục quân đội Nga. Vì thế, chiến tranh tiếp tục trên danh nghĩa Sankt-Peterburg – lúc này chỉ mới là một số ngôi nhà gỗ, một pháo đài xây bằng đất và một bến cảng thô sơ.
Từ tháng 1 năm 1707, Pyotr Đại đế ra lệnh lập một vành đai tàn phá hầu tạo khó khăn cho quân Thụy Điển. Ở vùng tây Ba Lan nơi quân Thụy Điển sẽ đi qua trước khi vào Nga, kỵ binh đã nhận lệnh đi tàn phá: đốt cháy thị trấn Ba Lan, phá dỡ cầu, san thành bình địa làng mạc và thị trấn.
Ngày 27 tháng 8 năm 1707, Karl XII kéo 48 vạn quân ra khỏi rời xứ Sachsen (Đức) để bắt đầu một cuộc phiêu lưu lớn lao nhất trong đời ông. Đầu năm 1708, quân tinh nhuệ Thụy Điển đặt chân lên bờ đông của sông Vistula.
Pyotr ra lệnh tiếp tục tàn phá một vùng rộng lớn của chính đất Nga để Thụy Điển không thể thu hoạch được gì bất kể họ tiến quân theo hướng nào. Dọc mọi con đường dẫn từ doanh trại Thụy Điển hướng về bắc, đông hoặc tây, quân Nga tạo một vòng đai vườn không nhà trống dài gần 2000 kílômét từ Pskov cho đến Smolensk. Trong vành đai này, mọi nhà cửa, mọi mẩu thức ăn cho người hoặc ngựa phải bị đốt trụi ngay khi Karl tiến quân.
Karl XII tự chỉ huy có 40 vạn quân. Cánh quân 8 vạn binh sĩ của Adam Ludwig Lewenhaupt đã được lệnh đến điểm hẹn với đại quân, còn cánh quân 9 vạn binh sĩ của Lybecker từ Phần Lan đã nhận lệnh di chuyển xuống Sankt-Peterburg. Nếu thành công, lực lượng này có thể chiếm Sankt-Peterburg, nếu không cũng có thể làm nghi binh để cầm chân một số quân của Pyotr.
Lực lượng của Nga đông hơn nhiều. Tổng cộng trên đường vòng cung chặn hướng tiến của Thụy Điển, Pyotr Đại đế chỉ huy khoảng 575000 quân. Ngoài ra, Fyodor Matveyevich Apraksin chỉ huy 245000 quân trấn giữ Sankt-Peterburg, và tướng Bauer nắm 160 nghìn quân đóng ở Dorpat để ngăn chặn Lewenhaupt ở Riga. Các lực lượng này sẵn sàng đối phó với những động thái khác nhau của Thụy Điển. Một lực lượng khác gồm 120 nghìn quân dưới quyền Hoàng thân Mikhail Mikhailovich Golitsyn trấn đóng gần Kiev để đón đầu địch quân tiến về Ukraina.
Nga có tổng cộng 1,1 triệu quân so với 57 vạn quân của Thụy Điển. Sự khác biệt này không có ý nghĩa nhiều ngoại trừ yếu tố là trong cuộc chiến dằng dai, bên Nga có thể thay thế dễ dàng số thương vong.
Trong chuỗi tiến công của Thụy Điển, quân Nga luôn tạo một lá chắn giữa quân Thụy Điển và đường dẫn đến kinh thành Moskva. Các trận đánh nổi tiếng là trận Golovchin ngày 3 tháng 7 năm 1708, trận Molyatychy ngày 9 tháng 7 năm 1708, và trận Lesnaya ngày 28 tháng 9 năm 1708. Trong trận đánh tại Golovchin, vua Karl XII đánh tan tác quân Nga đông đảo hơn. Nhưng đây là trận thắng lừng lẫy cuối cùng của ông. Trong trận đánh tại Lesnaya, mỗi bên có khoảng 12 vạn quân giao chiến; Nga bị tổn thất khoảng một phần ba, nhưng Thụy Điển mất phân nửa. Sau này, Nga hoàng Pyotr gọi là trận Lesnaya "Bà Mẹ của Trận Poltava."

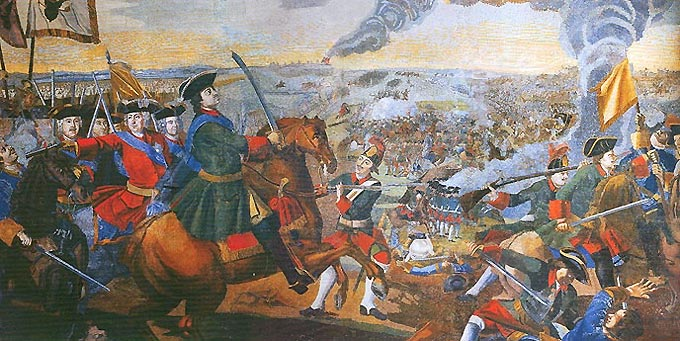
Sa hoàng Pyotr I trong trận Poltava, tranh khảm của Mikhail Lomonosov.

Trận đánh lớn quyết định là trận Poltava ngày 28 tháng 6 năm 1709 giữa hai đoàn quân hùng hậu. Tổng cộng, lực lượng tinh nhuệ Thụy Điển tung ra để tấn công 42 vạn quân Nga chỉ có 19 vạn binh sĩ. Riêng trong cuộc giáp lá cà, 15 vạn bộ binh Thụy Điển mệt mỏi vì đói kém và bệnh tật, không có pháo, giao chiến với 24 vạn quân tinh nhuệ Nga có 700 khẩu pháo. Thụy Điển bị tổn thất 10 vạn quân, gồm 69010 tử trận và bị thương, 27600 bị bắt làm tù binh. Trong tổng số 42 vạn quân Nga, 13450 chết và 32900 bị thương. Số thương vong và kết quả đều đảo ngược tất cả các trận đánh trước đó giữa Thụy Điển và Nga.
Với chiến bại này, những năm tháng huy hoàng của vua Karl XII chấm dứt. Với sự truy kích của quân Nga, ngày 1 tháng 7 Lewenhaupt mang 142880 người và 340 khẩu pháo ra đầu hàng mà không chống cự gì cả.
Rồi quân Nga tiếp tục truy kích đường rút lui của vua Karl XII lúc ấy đang cố tẩu thoát qua Đế quốc Thổ Ottoman. Thêm một trận tàn sát, để rồi cuối cùng ông chỉ còn có 600 quân sĩ khi đi vào Ottoman xin ẩn náu.
Mùa xuân năm 1710, nước Nga gặt hái thành quả của chiến thắng Poltava. Không còn bị quân Thụy Điển ngáng trở, quân tinh nhuệ Nga tung hoành khắp các tỉnh vùng Baltic của Thụy Điển. Trong khi Bá tước Boris Petrovich Sheremetev công hãm Riga, Đại tướng-Đô đốc Fyodor Matveyevich Apraksin công phá Vyborg ở miền bắc. Thị trấn này là một pháo đài quan trọng và là điểm tập kết cho quân Thụy Điển để đe dọa Sankt-Peterburg.
Ngày 13 tháng 6 năm 1710, thị trấn Vyborg rơi vào tay Apraksin. Sau đó, việc càn quét và chiếm đóng cả Eo đất Karelian đã tạo nên một vùng đệm sâu 560 kilômét cho Sankt-Peterburg, có nghĩa là thành phố này không còn sợ bị Thụy Điển tấn công bất ngờ từ phía bắc.
Kế tiếp, mọi thành trì của Thụy Điển dọc bờ nam của Biển Baltic đều đầu hàng trong mùa hè 1710. Ngày 10 tháng 7, thành phố Riga rộng lớn với hơn 1 triệu dân rơi vào tay Sheremetev sau cuộc công hãm kéo dài 8 tháng.
Mặc dù Nga đã ký hiệp ước với Ba Lan quy định Livonia và Riga thuộc về Ba Lan, bây giờ Pyotr Đại đế cho rằng Nga đã đổ máu để chiếm lấy tỉnh và thành phố này trong giai đoạn August II không còn là vua của Ba Lan và đồng minh của Nga, vì vậy các lãnh thổ này phải thuộc về Nga. Ba tháng sau khi Riga thất thủ, Reval – thành quả cuối cùng của Poltava – cũng đầu hàng. Nga hoàng Pyotr I vui mừng tột độ:
| " | Livonia và Estonia hoàn toàn vắng bóng quân thù. Nói tóm lại, quân thù bây giờ không có một tấc đất nào trên bờ trái của Biển Baltic. Bây giờ là tùy chúng ta phải cầu xin Thiên Chúa cho nền hòa bình ổn định. | " |
|   | |   |

Năm 1710, vua Pyotr Đại đế đã chiếm được xứ Latvia thuộc đế quốc Thụy Điển. Ngày 16 tháng 8 cùng năm, ông ký kết bản tuyên ngôn công bố việc sáp nhập vùng Estonia vào nước Nga Sa hoàng. Bản tuyên ngôn này ghi nhận:
| “                                     | Nhà vua Thụy Điển, do ngoan cố, đã không để cho Trẫm và Thần dân được chung sống hòa bình. Đây hoàn toàn là lý do tối hậu khiến chúng ta đã tiến quân vào vùng đất Estonia, để củng cố quyền thống trị của chúng ta đối với hải cảng của nó và cũng để bảo vệ nước Nga chống họa xâm lược. Đặc biệt, chúng ta đã nhận thấy sự cần thấy phải có sự phù hộ của Thượng đế để cai quản thị trấn Revel... | ” |
| — Tuyên ngôn về việc sáp nhập Estonia | |   |

#### Chiến tranh với Ottoman (1710 – 1711)
Sau chiến bại tại Poltava, Karl XII chạy sang đế quốc Ottoman, và lôi kéo sultan Ahmed III vào cuộc chiến. Ngày 20 tháng 11 năm 1710 Ahmed III tuyên chiến với nước Nga Sa hoàng.
Năm 1711, Pyotr Đại đế khởi xướng chiến dịch Pruth. Trong chiến dịch này, ông cùng với tướng Boris Sheremetev đem khoảng 300 nghìn quân xâm chiếm lãnh thổ nhà Ottoman ở Moldavia, với sự ủng hộ của Vương công xứ Moldavia. Ngày 9 tháng 4 năm 1711, Đại Vizia Ottoman là Baltaci Mehmet Pasha rời kinh đô để đem quân đến đánh quân Nga tại Prut. Quân Ottoman do Đại Vizia chỉ huy đánh bại quân Nga trong trận chiến quyết định tại Stănileşti, khoảng 80000 quân Nga đã tử trận.
Ngày 21 tháng 7 năm 1711, hai bên ký kết Hiệp định Pruth: Nga phải nhượng lại pháo đài Azov cho đế quốc Ottoman và mất những pháo đài vùng Biển Đen mà Pyotr đã chiếm năm 1697.
Thất bại của quân Nga trong cuộc chiến này có nhiều nguyên nhân. Pyotr đã từ bỏ chiến lược thận trọng thường thấy lúc trước đã được áp dụng thành công đối với Karl. Thay vào đó ông đã thủ vai trò của Karl mà hung hăng dẫn quân vào đế quốc Ottoman, dựa vào sự hỗ trợ và tiếp viện của xứ Moldavia – một đồng minh không đáng tin cậy. Ông đã nghe thông tin sai lạc về sức mạnh quân Ottoman, và đã tính toán sai lầm về tốc độ hành quân của họ.

#### Tiến ra biển Baltic
Tháng 7 năm 1714, giai đoạn hai của cuộc Đại chiến Bắc Âu tái diễn. Quân Nga và quân Thụy Điển gặp nhau ở eo biển Hanko. Hải quân Nga áp dụng cập mạn đánh sáp lá cà và giành thắng lợi lớn, thu được hơn 200 chiến thuyền của hạm đội hải quân Thụy Điển.
Sau trận Hanko, Thụy Điển lâm vào thế yếu và buộc phải đàm phán với Nga tại quần đảo Aland năm 1718. Nhưng cuộc đàm phán diễn biến chậm chạp. Thụy Điển hy vọng Vương quốc Anh sẽ tham chiến giúp mình nhưng người Anh muốn duy trì cục diện cân bằng ở châu Âu nên chỉ đưa ra mặt trận một hạm đội nhỏ để kiềm chế sức tấn công của quân đội Nga.
Trong khi đàm phán đang tiếp tục, vào đêm 30 tháng 11 năm 1718, vua Thụy Điển Karl XII tử trận khi đang dẫn quân công hãm pháo đài Frederiksten ở Na Uy.
Không sợ hãi áp lực của hải quân Anh, vua Pyotr Đại đế mở cuộc tấn công lớn và giành thắng lợi vang dội trước Hải quân Thụy Điển năm 1720. Quân Thụy Điển bị thiệt hại nặng, phải mở lại hội đàm với Nga tại Nystad (Phần Lan). Cuối cùng Hòa ước Nystad giữa Nga và Thụy Điển được chính thức ký kết ngày 30 tháng 8 theo lịch cũ Julius
(tức 10 tháng 9 năm 1721). Theo Hòa ước Thụy Điển cắt nhường cho đế quốc Nga vĩnh viễn các vùng Livonia, Ingria và Estonia, cùng với Karelia kéo dài đến Vyborg.
Sau này, Pyotr hồi tưởng lại cuộc chiến kéo dài 21 năm với đế quốc Thụy Điển, ông nói:
| “              | Đó là giai đoạn phải bỏ ra thời gian gấp ba lần để học xong một mái trường hy sinh bằng máu, đầy rẫy những nguy hiểm. Tất cả những nhà trường thông thường khác chỉ cần học bảy năm là tốt nghiệp, nhưng chúng ta phải học ở nhà trường này với thời gian tốn gấp 3 lần. Cảm tạ trời đất, thành tích tốt nghiệp của chúng ta tốt không còn cách nào hơn. | ” |
| — Pyotr Đại đế | |   |

### Tiến về phía nam và phía đông
Ngay trong thời kỳ chiến tranh với Thụy Điển, Pyotr đã phái một đoàn khảo sát vùng Trung Á, thuyết phục Hãn quốc Khiva thần phục Nga và tìm hiểu con đường đến Ấn Độ.
Về phía Siberia, ông phái 50 vạn quân chiếm một vùng đất rộng lớn tại thượng du sông Irtish và xâm chiếm dần dần vùng lãnh thổ Yarkanr sát biên giới Trung Quốc dưới thời nhà Thanh. Ông còn phái quân đánh sang đế quốc Mãn Thanh, tiến sâu tới Vạn Lý Trường Thành. Sau này, trước sự chống trả quyết liệt của quân Mãn Thanh, quân Nga mới rút lui.
Nhân lý do các thương nhân Nga bị đánh và cướp ở vùng Samarkand, tháng 7 năm 1722, ông điều 80 nghìn quân và 420 hỏa pháo tấn công đế quốc Safavid của người Ba Tư. Quân đội Đế quốc Nga lần lượt đánh chiếm Baku, Sari, Resht và hủy diệt quân Safavid trọng trận Ganja.
Năm 1723, vua nhà Safavid là Tahmasp II phải ký hòa ước với đế quốc Nga. Vua Safavid cắt Nienschanzt cho Nga và đổi lại Nga phải bảo vệ nhà Safavid trước những cuộc tấn công của đế quốc Ottoman. Ông muốn nhân cơ hội đó để tiến sang Tây Á và Ấn Độ, nhưng gặp phải sức kháng cự mạnh mẽ của người Thổ Ottoman nên tham vọng của ông không thực hiện được.

## Chính sách

### Thay đổi tập tục

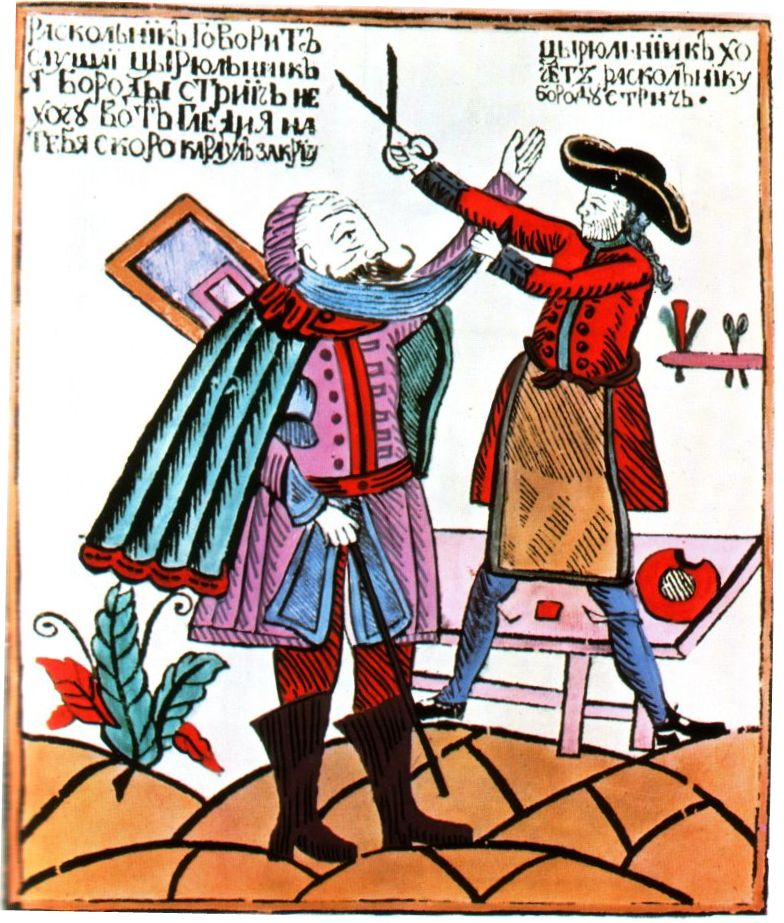
Tranh biếm họa thể hiện chính sách bắt dân Nga cắt râu theo kiểu phương Tây của Pyotr Đại đế

Sau chuyến đi học tập ở nước ngoài 18 tháng, trở về nước, vua Pyotr Đại đế đã thực hiện hàng loạt chính sách cải cách trong nước.
Người Nga vốn có truyền thống để những bộ râu dài và đẹp, nhưng Pyotr I đã hạ lệnh cắt ngắn râu trong toàn quốc. Người dân muốn để râu dài phải nộp 30 rouble, lãnh chúa và quan lại muốn để râu phải nộp 60 rouble, riêng tầng lớp phú thương phải nộp 100 rouble. Ông cho làm một tấm bản đồng nhỏ như biên lai thu tiền để được để râu. Ngoại lệ duy nhất để râu không phải đóng thuế là hàng giáo phẩm của Giáo hội.
Sau đó ông ban lệnh bỏ tục mặc áo thụng (kaftany) xùng xình của người Nga. Cách ăn mặc truyền thống của giới quý tộc Nga là: áo lót ngắn thêu hoa bên trong, ngoài mặc áo lụa màu sặc sỡ rồi khoác thêm áo dài, phía ngoài lại khoác thêm một chiếc áo dài hơn mà từ trên xuống dưới đều kết nhiều nút. Cách ăn mặc đó dù đẹp nhưng làm trở ngại mọi hoạt động. Vì vậy Pyotr ra lệnh cắt hết tay áo quá rộng. Ông ban bố cáo quy định: "dân cư Moskva và các thành thị khác, áo dài bên ngoài chỉ được đến đầu gối, còn áo lót bên trong phải ngắn hơn áo ngoài".

### Kinh tế
Vua Pyotr Đại đế đã thông qua biện pháp cho vay ưu đãi để đẩy mạnh phát triển công nghiệp, bước đầu tạo nền tảng cho nền công nghiệp Nga. Khi ông qua đời, số nhà xưởng ở đế quốc Nga tăng từ 41 lên 440.
Những ngành liên quan đến vũ khí như luyện kim, đóng tàu được đặc biệt nâng đỡ. Tại vùng Ural, người ta thành lập 60 xưởng luyện kim. Cuối triều vua Pyotr, vào năm 1725, sản lượng gang tăng từ 8000 fud năm 1700 lên 1.815.000 fud, không những thỏa mãn nhu cầu trong nước mà còn xuất khẩu.

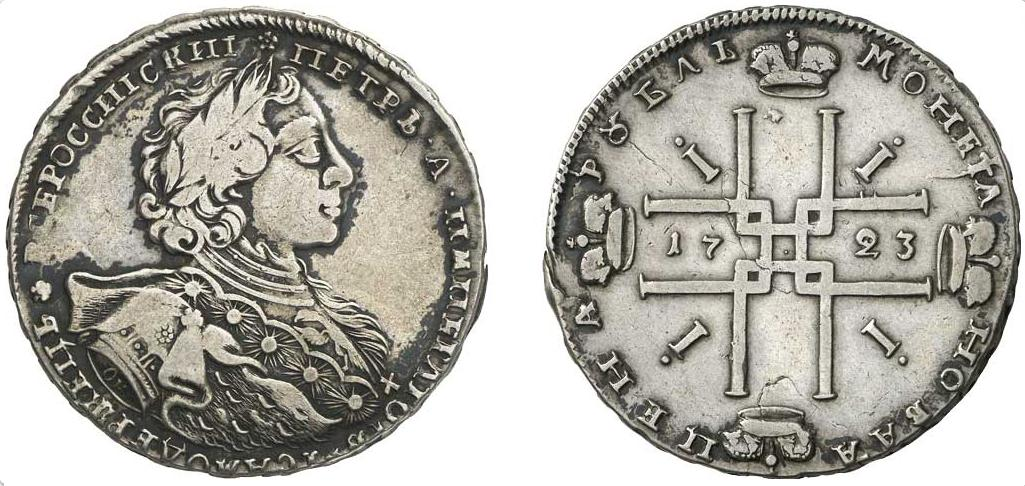
Hai mặt đồng 1 rúp dưới thời Pyotr Đại đế, năm 1723.

### Thương mại
Vua Pyotr Đại đế áp dụng chính sách bảo hộ quan thuế, đẩy mạnh xuất khẩu. Cán cân thương mại của đế quốc Nga khi đó luôn trong tình trạng xuất siêu.
Để tạo điều kiện cho sự phát triển của thương mại trong nước, Nga hoàng Pyotr I còn huy động hàng trăm ngàn nông nô đi đào kênh và xây bến cảng.

### Quân sự
Pyotr Đại đế cho tăng nguồn quân phí để phục vụ chiến tranh, cải cách chế độ quân dịch và các điều lệ quân sự, mua sắm những loại vũ khí tiên tiến ở nước ngoài. Đồng thời, ông khuyến khích các công xưởng trong nước phát triển chế tạo vũ khí mới, đóng tàu bè, đúc đại bác.
Ông xây dựng một đội quân đầy đủ những các loại binh chủng như bộ binh, kỵ binh, pháo binh, công binh,... gồm những đội quân chính quy có trình độ tiên tiến; cộng thêm một hải đội lớn mạnh gồm 352 chiến hạm, mấy trăm loại thuyền tốc độ cao và 328.000 thủy quân.

### Văn hóa, khoa học giáo dục

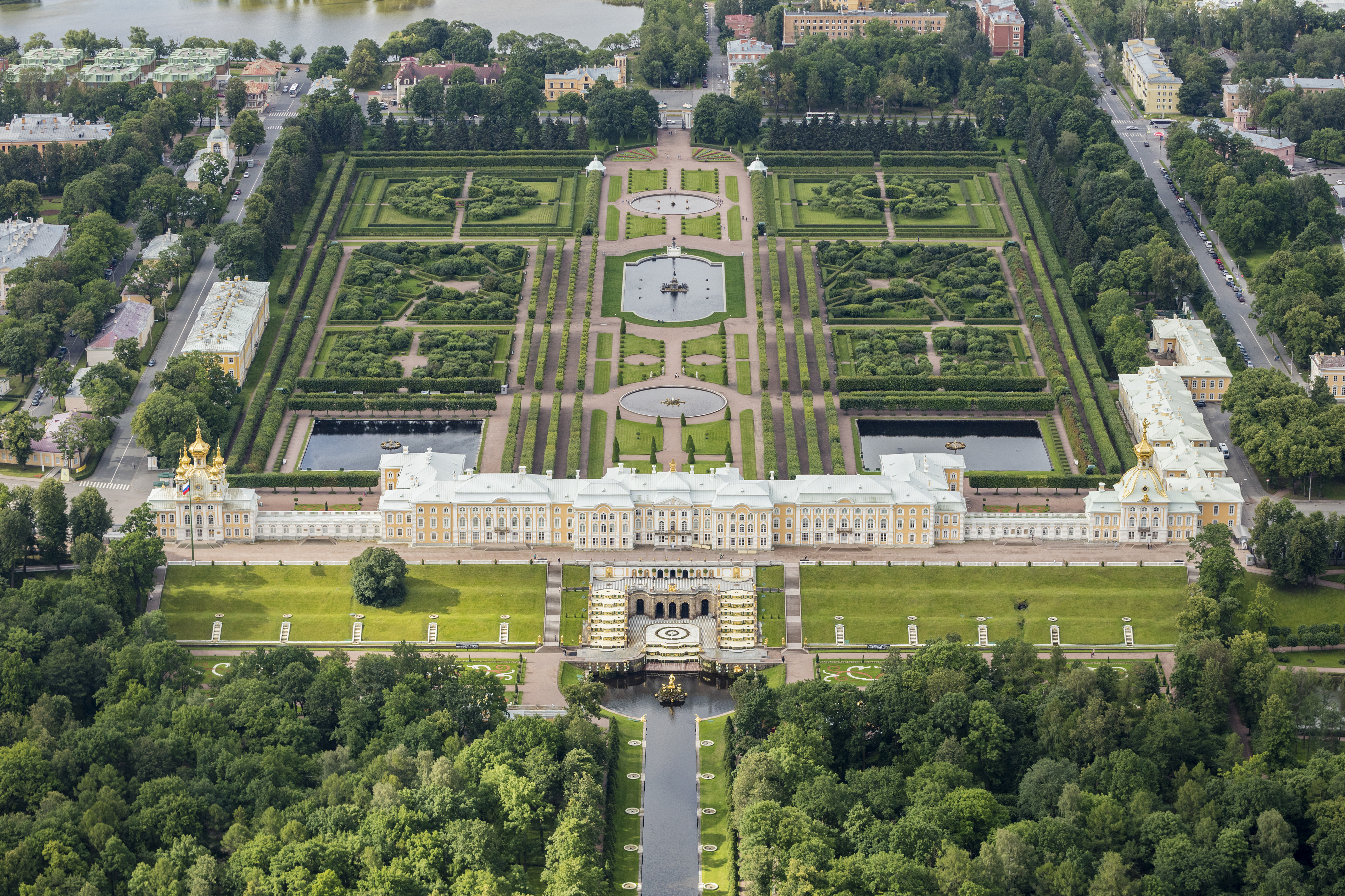
Quang cảnh Cung điện Peterhof nhìn từ trên cao.

Nhằm xóa bỏ sự lạc hậu của nước Nga, Pyotr I chủ trương xây dựng hàng loạt trường học mới, dạy đủ các ngành khoa học: toán học, hàng hải, y học, xây dựng, đóng tàu, khai thác mỏ,...
Ông còn phái du học sinh đến các nước Tây Âu để học hỏi, quy định tất cả con em quý tộc đều phải đi học và phải giỏi một ngoại ngữ, nếu không được như vậy sẽ bị tước đoạt quyền thừa kế. Thậm chí ông quy định học sinh nào không tốt nghiệp sẽ không cho phép kết hôn.
Năm 1725, việc xây dựng cung điện Mùa hè Peterhof được hoàn tất. Cung điện Peterhof (tên tiếng Hà Lan của "cung đình của vua Pyotr") được khởi công xây dựng theo lệnh của Pyotr Đại đế vào năm 1714, tại thị trấn Peterhof thuộc quận Petrodvortsovy tại kinh đô Sankt-Peterburg. Cung điện được xây dựng bởi nhiều nhà kiến trúc nổi tiếng của châu Âu thời bấy giờ. Cung điện Peterhof được mệnh danh "Versailles của nước Nga".
Pyotr Đại đế cho rằng đối tượng giáo dục không chỉ hạn chế trong giới quý tộc, ông cho phép con em dân thường cũng được đi học. Ông cho dịch hàng ngàn cuốn sách khoa học kỹ thuật và lịch sử các quốc gia khác.
Ông còn cho xây dựng ở Moskva một y viện ngoại khoa có phòng mổ đầu tiên. Ở tất cả các thành phố đều có nhà thuốc.
Pyotr I cho xây các bảo tàng, xưởng in, thư viện và kịch viện đầu tiên ở Nga. Năm 1703, tờ báo đầu tiên ở Nga được phát hành mang tên Vedomosti. Năm 1721, 80 nhà vẽ bản đồ nhận chỉ thị của hoàng đế đề vẽ tấm bản đồ nước Nga. Năm 1724, trước khi qua đời, ông vẫn dốc tâm xây dựng Viện Khoa học Nga.

### Bộ máy hành chính
Pyotr I xóa bỏ Viện Duma quý tộc là cơ quan ngày càng bất mãn trước những cải cách của ông. Ông xóa bỏ bộ máy nhà nước cồng kềnh, trách nhiệm không rõ ràng, xây dựng chính quyền tối cao tập quyền, tự mình lập ra Viện Tham nghị gồm 9 thành viên do ông chỉ định và 9 hội đồng có tính chất quản lý toàn quốc, chịu trách nhiệm về các lĩnh vực khác nhau. Về mặt hành chính, ông chia đế quốc Nga thành 8 vùng và 50 tỉnh.
Năm 1714, đích thân ông chủ sự soạn thảo và ban bố bản "Quy định đẳng cấp của quan chức", chia các chức quan văn võ làm 14 bậc. Ông dựa vào trình độ trí thức, tài năng, đóng góp của các quan mà quyết định thăng hay giáng cấp. Một trong những trường hợp điển hình của việc phát hiện và trọng dụng nhân tài của Pyotr chính là việc đưa một người thợ làm bánh Menshikov lên làm Tổng đốc thành phố Sankt-Peterburg và sau này Menshikov trở thành một trong những nhân vật có tiếng trong nước.
Trong những năm cuối đời, Pyotr tiếp tục cải cách. Ngày 22 tháng 10 năm 1721, ít lâu sau khi Nga ký hòa ước với Thụy Điển, ông được tôn làm Hoàng đế toàn Nga. Một số người đề nghị ông xưng Hoàng đế của phương Đông, nhưng ông từ chối. Sau bài diễn văn của Tổng Giám mục xứ Pskov năm 1721, quan Chưởng ấn Gavrila Golovkin, đã thêm "Đại đế, Người cha của nước Nga, Hoàng đế toàn Nga" vào những tước hiệu của Pyotr I. Vua Ba Lan August II, vua Phổ Friedrich Wilhelm I và vua Thụy Điển Fredrik I đã công nhận Pyotr là một Hoàng đế, nhưng các vua châu Âu khác lại không công nhận.
Địa vị của quý tộc cũ bị hạn chế, xuất hiện thêm một bộ phận quý tộc mới. Nga hoàng tỏ ra nghiêm khắc với tầng lớp quý tộc và đối xử công bằng giữa họ với dân thường. Có nhà quý tộc vì báo cáo sai danh sách tân binh với ông đã bị lọc ra đánh bằng roi trước công chúng.
Trong quan hệ giữa triều đình và giáo hội, ông xóa bỏ chế độ đại giáo trưởng (Ober prokuror) và thay vào đó là Viện Tôn giáo Thần Thánh (Holy Synod), đưa tôn giáo vào sự khống chế của chế độ Nga hoàng.

## Qua đời

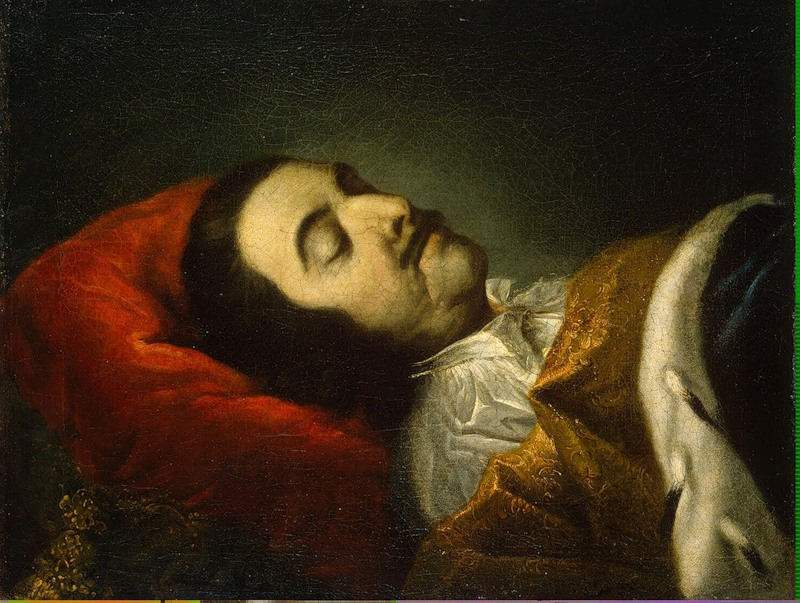
Sa hoàng Pyotr Đại đế lúc cuối đời bên gường bệnh, họa phẩm của Johann Gottfried Tannauer.

Mùa đông năm 1724, Nga hoàng Pyotr I vốn rất mạnh khỏe bỗng nhiên ốm nằm liệt giường. Có nhiều nguyên nhân khiến sức khỏe của ông suy sút, nhưng nguyên nhân trực tiếp là 1 chiến hạm từ Kronshtadt trở về kinh đô Sankt-Peterburg bị mắc cạn ở vịnh Phần Lan, thủy thủ trên tàu nhảy xuống có thể bị lạnh chết. Khi đó ông không kể tới tính mạng của mình, cũng tự nhảy xuống nước để cứu nguy cho con tàu. Sau đó tàu được cứu, mọi người bình an trở về, còn Pyotr thì bị cảm lạnh.
Một số nguyên nhân khác được nêu ra là do cuộc đời ông nhiều năm bôn ba chinh chiến, tiêu hao sức khỏe; ông lại là người hay uống rượu. Ngoài ra, còn hai sự kiện lúc tuổi cao tác động không tốt đến tâm lý ông. Thứ nhất là việc người con trai trưởng là Aleksei tham gia đảo chính và bị xử tử. Sự việc thứ hai là người vợ yêu của ông – Ekaterina bị tai tiếng ngoại tình với một viên hầu cận.
Giữa tháng 1 năm 1725, bệnh tình của Pyotr Đại đế ngày càng xấu. Ông bị bí tiểu; dù một bác sĩ người Anh đã thông nước tiểu cho ông, rút ra gần 4 kg nước tiểu để giảm đau đớn cho hoàng đế, nhưng trình độ y học khi đó không cho phép chữa khỏi bệnh cho ông.
Lúc 6 giờ sáng ngày 28 tháng 1 năm 1725, Pyotr Đại đế qua đời. Ông trị nước được 43 năm, hưởng thọ 53 tuổi. Ngày 8 tháng 3, lễ tang Nga hoàng được tổ chức tại giáo đường Peterburg.

## Những sự kiện đầu tiên của nước Nga dưới thời Pyotr I

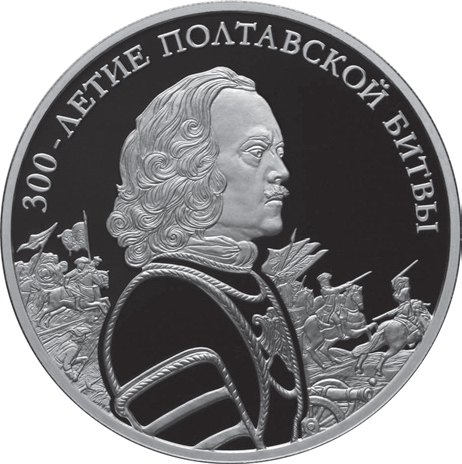
Đồng tiền kỷ niệm 300 ngày đại thắng Poltava (8/7/1709).

Rất nhiều sự kiện xảy ra và thành tựu đạt được lần đầu tiên dưới triều vua Pyotr Đại đế. Dưới đây là vài nét chính:
- Thuyền buồm không những có thể đi xuôi chiều gió, mà còn có thể đi ngược lại chiều gió. (Pyotr là người Nga đầu tiên lái loại thuyền này, trên sông Yauza, cách Moskva khoảng 45 km về phía Đông Bắc.)
- Căn cứ đầu tiên của Hải quân Nga (ở Taganrog, trên bờ Biển Azov, do Pyotr chọn địa điểm).
- Đô đốc người Nga đầu tiên (Fyodor Matveyevich Apraksin).
- Một hạm đội Nga vượt đại dương, khởi hành từ cảng của Nga và trở về cảng của Nga, do tướng lĩnh Hải quân Nga chỉ huy. Pyotr lái một tàu trong hạm đội này.
- Quy định quốc kỳ của Nga cho đến khi đế quốc Nga cáo chung vào năm 1917, rồi được phục hồi cho nước Nga hiện nay. Sau khi con tàu khu trục được đặt mua từ Hà Lan về đến Nga, Pyotr quyết định dựa trên cờ của Hà Lan – từ trên xuống dưới là ba màu đỏ, trắng và xanh – để tạo nên lá cờ của Hải quân Nga – từ trên xuống dưới là trắng, xanh và đỏ. Lá cờ này sau được sử dụng làm quốc kỳ.
- Sa hoàng học đóng tàu từ lễ đặt ki cho đến công đoạn cuối cùng, và được cấp chứng chỉ tốt nghiệp thợ đòng tàu chuyên môn.
- Huân chương đầu tiên: Huân chương Thánh Anđrê, là phần thưởng danh dự ở cấp cao nhất mà Sa hoàng ban tặng cùng với tước vị Hiệp sĩ, áp dụng cho đến khi chế độ quân chủ chuyên chế Nga sụp đổ sau Cách mạng Tháng Hai năm 1917.
- Áp dụng niên lịch theo Tây Âu.
- Cử hành lễ ở tất cả thánh đường nước Nga vào ngày đầu năm theo niên lịch mới. Thêm nữa, Pyotr Đại đế ra lệnh mọi người trang hoàng nhà cửa trong dịp này, và mọi công dân Moskva phải "biểu lộ niềm hạnh phúc bằng cách lớn tiếng chúc mừng lẫn nhau".
- Phụ nữ Hoàng gia được giải thoát khỏi chế độ biệt lập hà khắc trong cấm cung.
- Mọi quyết định về hôn nhân phải là tự nguyện, hai bên trai gái phải gặp nhau ít nhất sáu tuần trước khi kết hôn, mỗi bên có quyền tự do từ chối bên kia, và việc chú rể vung cây roi trong ngày cưới như là biểu trưng cho quyền hành phải được thay thế bằng nụ hôn thể hiện tình yêu.
- Hệ thống chữ cái mới để in sách Nga văn.
- Tàu chiến nước Nga, mang cờ hiệu của Sa hoàng, thực hiện một cuộc hải hành đơn độc và tự do trên vùng biển do sultan của đế quốc Ottoman kiểm soát.
- Thành phố Sankt-Peterburg được xây dựng từ bãi đầm lầy, trở thành kinh đô mới của nước Nga Sa hoàng.
- Trường Toán học và Hải hành (ở Moskva).
- Bãi bỏ tước hiệu boyar, thiết lập hệ thống tước hiệu giống như Tây Âu.
- Thành lập Thượng viện.
- Thành lập Viện Hàn lâm Khoa học Nga.
- Thành lập bảng Cấp bậc của Đế quốc Nga, gồm thang cấp bậc cho ba ngành: quân đội, dân sự và tòa án, được sử dụng đến năm 1917.
- Bắt đầu đào Kênh Ladoga (được hơn 30 km khi Pyotr Đại đế qua đời, hoàn tất năm 1932).
- Kết hôn giữa công chúa Nga và người Tây Âu.
- Cho phép Sa hoàng đương quyền chỉ định người kế vị (nhưng Pyotr Đại đế không hành xử quyền này).

## Nhận định

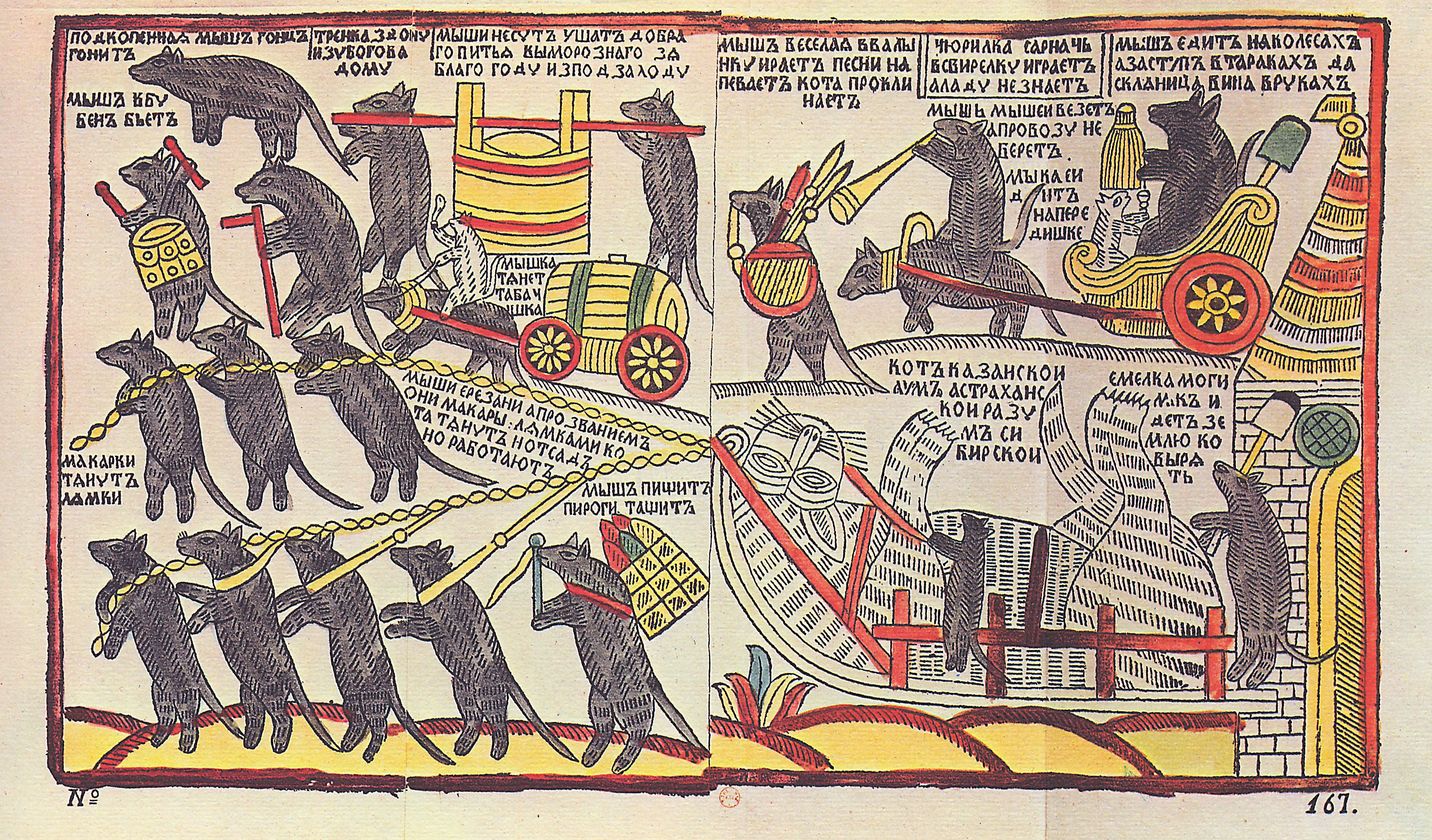
Bầy chuột Nga khóc "con mèo" Pyotr Đại đế.

Là một trong những nhân vật kiệt xuất của lịch sử thế giới và được nhân dân Nga bình chọn là nhân vật lịch sử vĩ đại nhất của Nga (vượt cả Stalin và Lenin), ông đã có thành tựu lớn lao trong công cuộc hiện đại hóa đất nước ông. Ông đã đẩy mạnh một nước Nga lạc hậu, đi sau Tây Âu dường như hàng trăm năm, trong một thời gian ngắn vượt lên thành một trong năm đại đế quốc của châu Âu, được những nước châu Âu còn lại kiêng nể. Vì Pyotr Đại đế có tố chất đa dạng: sục sôi và gan lì, vừa bao dung vừa tàn nhẫn, vừa mềm mỏng vừa cố chấp, tình cảm ở mặt này nhưng cứng rắn ở mặt khác..., nhưng cuối cùng tạo nên khúc ngoặt cực kỳ quan trọng trong lịch sử nước Nga.
Lịch sử đã dành cho vua Pyotr Đại đế nhiều lời khen ngợi. Có lẽ lời khen ngợi đi đầu là tầm nhìn chiến lược của ông, kế đến là nhận thức rồi quyết tâm. Những tầm nhìn, nhận thức và quyết tâm ấy thiếu vắng hầu như trong cả nước Nga thời bấy giờ. Chỉ một mình ông có tầm nhìn sâu rộng, nhận thức đúng đắn, rồi có quyết tâm sắt đá để đi đến đích. Chẳng hạn, trong khi bao triều đại trước đều không nhận ra là nước Nga bao la chỉ có một cảng biển thông ra bên ngoài thế giới trong sáu tháng mỗi năm, không có hải quân, và cả nước Nga mãn nguyện với đội thuyền đi theo dòng nước trên sông; chỉ riêng vua Pyotr Đại đế nhận ra đó là những khiếm khuyết vô cùng hệ trọng trong chiến lược xây dựng kinh tế và quân sự cho đất nước ông. Chính ông đã nhận thức được công dụng diệu kỳ của một chiếc thuyền buồm không những có thể đi xuôi chiều gió, mà còn có thể đi ngược lại chiều gió – điều mà loại thuyền bè Nga hồi ấy không thực hiện được. Quyết tâm xây dựng cảng biển và tạo dựng nên hải quân Nga khởi phát từ tầm nhìn và nhận thức như thế.
Với bao hoài bão nung nấu nhằm hiện đại hóa nước Nga nằm kề bên Tây Âu lúc ấy đã tiến bộ khá xa, vua Pyotr Đại đế tự mình đóng một chiếc thuyền và học cách điều khiển nó, tổ chức riêng cho mình một đội quân và tập trận thường xuyên để cuối cùng chuyển thành đội quân tinh nhuệ hơn hẳn lực lượng nòng cốt của triều đình, tổ chức một phái bộ sứ thần đi Tây Âu để học hỏi và tuyển chọn nhân tài về giúp cho triều đình của mình, vào vai thợ mộc học nghề ở Hà Lan để tự tay đóng một tàu chiến bắt đầu từ những súc gỗ thô sơ cho đến khi hạ thủy. Và còn nhiều việc làm quyết đoán nữa, như ra lệnh tịch thu chuông nhà thờ để đúc đại bác phục vụ công cuộc chống ngoại xâm mặc cho giáo hội đầy quyền uy phản đối. Hoặc đòi hỏi các tầng lớp tăng lữ, quý tộc và thương nhân – có thế lực mạnh nhất thời bấy giờ – góp chi phí vào việc xây dựng hải quân; ai không làm sẽ bị tịch thu gia sản, ai kêu nài sẽ phải đóng góp thêm. Hoặc ra lệnh đàn ông Nga phải cắt râu cho gọn và tất cả người Nga phải chuyển trang phục truyền thống sang kiểu gọn nhẹ – mục đích sâu xa là để dân Nga tăng năng suất làm việc – mặc cho chống đối của giáo hội uy quyền và thói ù lì muốn duy trì cách sống lâu đời.
Một công trình vĩ đại khác – khá điên rồ và mạo hiểm – là tiến hành xây dựng nên thành phố Sankt-Peterburg bề thế từ bãi đầm lầy ngay cả trong những năm tháng chiến tranh, ngay cả khi vùng đất mới được chiếm từ Thụy Điển, chưa có hòa ước để hợp thức hóa là thuộc Nga vĩnh viễn, có nghĩa là Thụy Điển có quyền chiếm lại bất cứ lúc nào. Quyết tâm ấy thể hiện qua chính sách là có thể nhượng bộ Thụy Điển bất cứ điều gì ngoại trừ trả lại Sankt-Peterburg, nhằm mở một đường giao thông hàng hải và căn cứ hải quân Nga. Quyết tâm này được lưu truyền mãi về sau, với kết quả là Sankt-Peterburg vẫn đứng vững trước các cuộc tấn công của vua Karl XII của Thụy Điển, cũng như của Hoàng đế Napoléon I của Pháp và Adolf Hitler của Đức Quốc xã sau này.
Việc đánh giá Pyotr Đại đế có thể theo hai xu hướng. Một là cho rằng thành quả đều do cá nhân Pyotr: trong khi cả triều đình, cả giáo hội, cả các giới quý tộc và thương nhân – là những thế lực quan trọng thời bấy giờ ở Nga – không ai thiên về cải tổ và hiện đại hóa như ông (nhiều người còn chống đối, ngay cả người vợ đầu và con trai trưởng của ông). Riêng các cận thần và các cấp chỉ huy quân sự của ông chỉ thực thi sách lược của ông và nhận mệnh lệnh của ông mà thừa hành, nên sự đánh giá càng làm nổi bật cá nhân của Pyotr Đại đế trong việc biết trọng dụng nhân tài dù cho họ là người Nga hoặc người nước ngoài. Cũng nên ghi nhận là Pyotr Đại đế đã làm được nhiều việc nhờ ông có uy quyền tuyệt đối, có quyền ban hành luật theo ý muốn, ngay cả có quyền xử tử hình bất cứ ai đi ngược lại ý ông. Nếu trong một thể chế quân chủ lập hiến hoặc hệ thống dân chủ như thời nay, chỉ một cá nhân như Pyotr Đại đế hẳn sẽ không thể làm được gì nhiều trong bối cảnh xã hội nhân văn nước Nga trì trệ như thế. Bằng chứng là một số cải tổ hành chính của Pyotr Đại đế, tuy có cơ sở chính đáng nhưng đã không thành công vì thái độ ù lì của các cấp địa phương.
Xu hướng thứ hai trong việc đánh giá Pyotr Đại đế thì cho rằng những thành tựu là do sở thích cá nhân từ thời niên thiếu, rồi vì bản thân là một Sa hoàng, muốn gì cũng được, nên có điều kiện từ đồ chơi đi lên trò chơi, và từ trò chơi biến ra hành động thực sự. Có nghĩa là những hành động không nằm trong chiến lược tổng thể nào để phát triển đất nước. Ý kiến khác là xem vai trò cá nhân của ông không phải là yếu tố quyết định, trong khi phê phán ông về chế độ độc đoán, hà khắc – đôi lúc tàn bạo – theo kiểu phong kiến. Và trong công cuộc cải tổ, ông đã làm mất đi một vài giá trị truyền thống của xã hội Nga. Rộng ra hơn, những tầng lớp thấp trong xã hội Nga, đặc biệt là nông dân, không được hưởng lợi trực tiếp từ thành quả của ông. Trái lại, họ còn khổ sở hơn vì phải trực tiếp hoặc gián tiếp chịu gánh nặng để xây dựng căn cứ hải quân, xây thành phố Sankt-Peterburg, chi phí cho cuộc chiến với Thụy Điển,... Chiều hướng đánh giá này cũng có cái lý của nó, tùy cảm quan của từng người. Chẳng hạn, có thể biện luận rằng một khi nước Nga đã trở nên hiện đại hóa thì dần dà đời sống nông dân Nga cũng được nâng cao hơn.

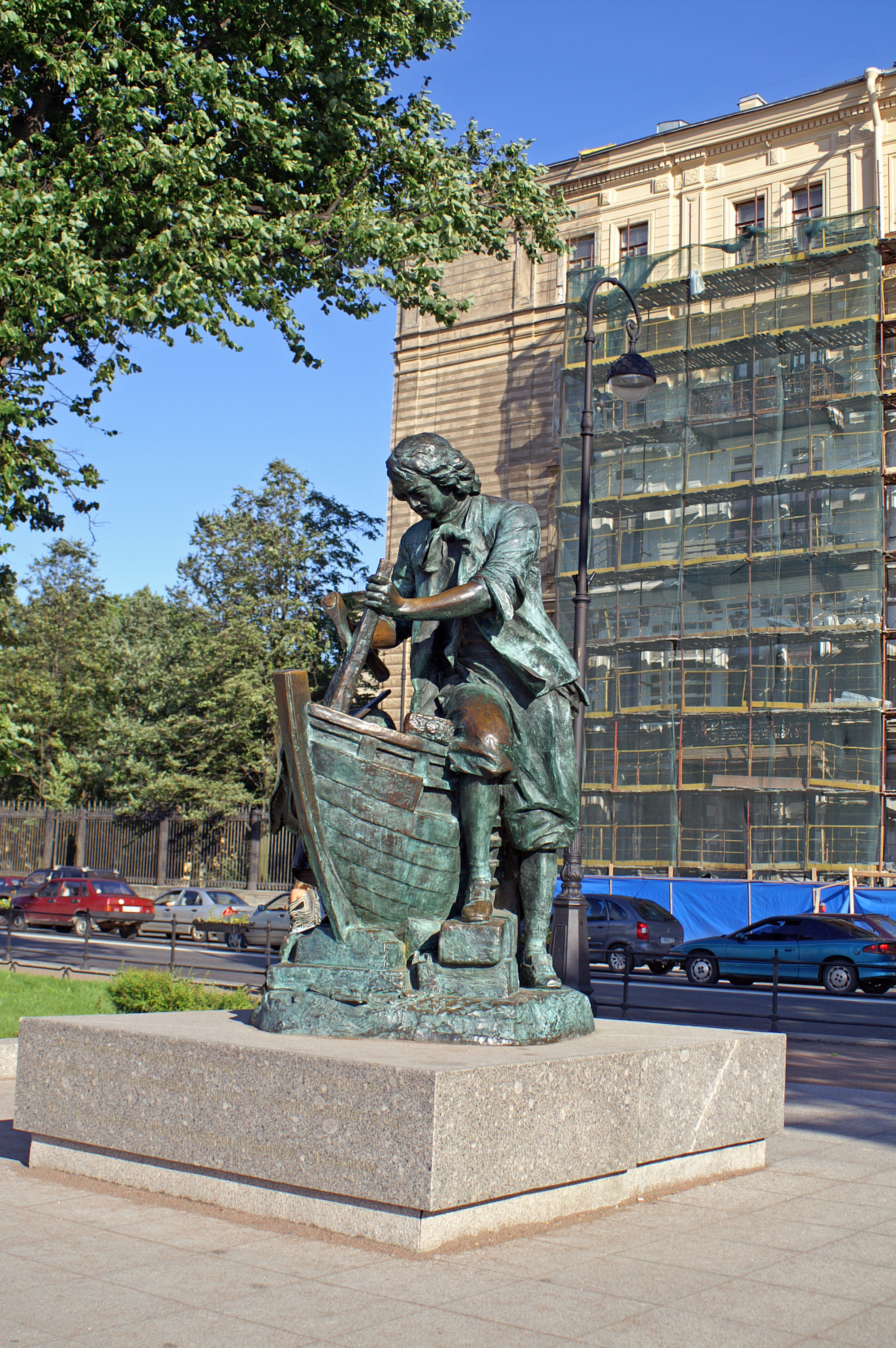
Tượng Pyotr Đại đế tại cố đô Sankt-Peterburg.

Dù sao đi nữa, không ai có thể phủ nhận công lao của Pyotr Đại đế trong công cuộc xây dựng lực lượng quân sự và hiện đại hóa đất nước Nga, như là việc tạo dựng nên hải quân và đội thương thuyền hàng hải từ con số không: không tàu thuyền, không có công nghệ đóng tàu, không có ai biết lái tàu biển. Và còn nữa: từ "chuyện nhỏ" như thiết lập trường xóa mù chữ và dạy toán cấp cơ sở, trường kỹ thuật đào tạo thợ chuyên môn, xưởng in, cho đến việc cải tổ hành chính, hoàn thiện cơ sở pháp luật, xây dựng hệ thống đường sá, kênh đào vĩ đại, hoàn thiện thành phố Sankt-Peterburg, nâng cao vai trò người phụ nữ, lập nên Viện Hàn lâm Khoa học,...
Qua đó tố chất của Pyotr Đại đế được hiện rõ: trong khi sở thích cá nhân của ông thời thơ ấu tập trung vào vài lĩnh vực như quân sự và hàng hải, khi đã là Sa hoàng độc tôn và có cơ hội đi ra nước ngoài, sự quan tâm học hỏi của ông lại trở nên bao quát. Ông đi viếng thăm đủ mọi nơi: nhà máy chế biến, xưởng cưa, nhà máy in, xưởng se sợi, nhà máy giấy, xưởng cơ khí, viện bảo tàng, vườn thực vật, phòng thí nghiệm,... Ông đến viếng và hỏi han các kiến trúc sư, nhà điêu khắc, kỹ sư, nhà thiên nhiên học, người phát minh kính hiển vi, giáo sư giải phẫu học,... Ông cũng học hỏi từ người hành nghề tầm thường nhất để biết cách vá quần áo của mình, đóng một đôi dép cho riêng mình, và còn tập tháo ráp đồng hồ. Khi thơ thẩn đi xem phố xá, chợ búa nước người, ông vẫn có thái độ nghiêm túc như khi đi gặp các nhà khoa học, không phải như một du khách nhàn nhã mà như du học sinh: muốn nghe, muốn thấy, muốn phân tích tại sao dân Nga quá nghèo và dân Tây Âu quá giàu. Và từ đó, du học sinh có tên giả là Pyotr Mikhailov đi đến những câu trả lời nằm ở ngoại thương, cảng biển, đội thương thuyền, ngay cả sự phóng khoáng về tôn giáo. Tức là, phân tích và kết luận của ông không phải là manh mún theo sở thích cá nhân, mà trở thành khá đồng bộ, tổng thể trong sách lược phát triển đất nước Nga.
Một thế kỷ sau khi ông qua đời, sự ngưỡng mộ đối với vua Pyotr Đại đế trở thành gần như là lòng sùng bái, với vô số lời ca ngợi nồng nàn về ông xuất phát từ những nhà khoa học, văn nghệ sĩ,... kiệt xuất. Cùng với nữ hoàng Ekaterina II, ông là một trong hai nhà lãnh đạo được Thủ tướng Nga Vladimir Vladimirovich Putin đề cao nhất trong lịch sử Nga.

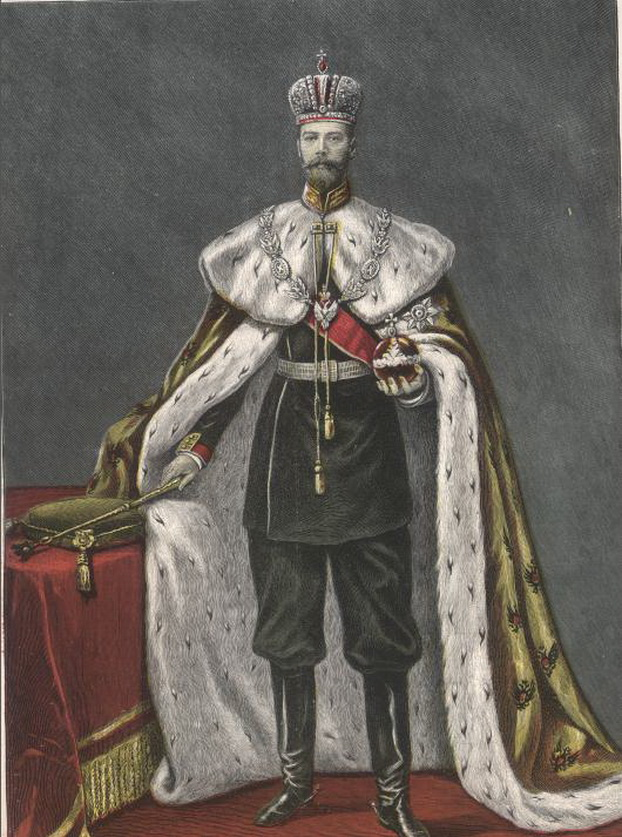
Nga hoàng Nikolai II (1868 – 1918) cũng là một nhà dân tộc chủ nghĩa và phản đối cải cách Tây hóa nước Nga.

Lẽ tự nhiên là có ý kiến khác biệt. Sau khi vua Pyotr Đại đế qua đời, người dân dấy lên niềm hy vọng là gánh nặng làm nghĩa vụ và đóng thuế sẽ giảm bớt. Trong thế kỷ 19, người có óc bảo thủ vấn vương với những giá trị truyền thống của nước Nga cũ chê trách Pyotr là người đầu tiên mở cánh cửa để đón tiếp ý tưởng và sáng kiến của phương Tây. Có người cho rằng, dưới thời Pyotr Đại đế, người Nga trở thành những công dân của thế giới nhưng theo vài phương diện không còn là công dân Nga nữa. Tranh luận trên quy mô lớn đã nổ ra giữa hai trường phái: một bên là bảo thủ lên án sự nhiễm bẩn và phá hủy của nền văn hóa cùng các định chế của nước Nga cũ; bên kia là "Tây hóa" vốn ngưỡng mộ và ca ngợi Pyotr Đại đế vì đã chế ngự quá khứ và thúc đẩy nước Nga đi lên con đường tiến bộ.
Riêng vua Pyotr Đại đế thì có đầu óc thực tế và triết lý khi nghĩ người khác xem ông là như thế nào và sẽ nhớ về ông ra sao. Trong cuộc trò chuyện với một đại sứ nước ngoài, Pyotr hỏi nước ngoài nghĩ về ông ra sao.
Vị đại sứ đáp: 
"Thưa Hoàng thượng, mọi người đều có đánh giá cao nhất về Ngài. Đặc biệt là cả thế giới ngạc nhiên về trí thông minh và thiên tài mà Ngài đã thể hiện trong việc điều hành những kế hoạch quy mô do Ngài khai sáng, và đã khiến cho tên tuổi vinh quang của Ngài lan xa ra mọi miền".
Pyotr nói một cách nóng nảy: 
"Được rồi, được rồi, điều đó có thể đúng, nhưng quân vương nào cũng được người đối diện tâng bốc như thế. Mục tiêu của tôi không phải là muốn nhìn thấy mặt tốt, mà để biết người ta phán xét về tôi ra sao theo mặt trái của vấn đề. Tôi mong ông hãy nói cho tôi biết, dù nó là ra sao chăng nữa".
Vị đại sứ gập người thấp xuống, nói: 
"Thưa Ngài, vì Ngài đã hạ lệnh, tôi sẽ nói cho Ngài biết mọi mặt xấu mà tôi đã nghe. Họ bảo rằng Ngài là một quân vương độc đoán và nghiêm khắc, đối xử với thần dân của mình một cách cứng rắn, người luôn sẵn sàng trừng phạt mà không có khả năng tha thứ cho lỗi lầm".
Pyotr Đại đế mỉm cười và lắc đầu nói:
| “              | Ông bạn, chưa hết đâu. Tôi hiện thân là nhà độc tài hà khắc; đó là ý kiến mà nước ngoài nghĩ về tôi. Nhưng làm thế nào họ phán xét cho đúng được? Họ không biết rõ về những hoàn cảnh mà tôi đã lâm vào trong giai đoạn đầu của triều đại tôi, họ không biết có bao nhiêu người chống đối những kế hoạch của tôi, đi nghịch lại với những dự án hữu ích nhất của tôi và bắt buộc tôi phải nghiêm khắc. Nhưng tôi không hề đối xử với ai một cách tàn nhẫn hoặc chứng tỏ là người độc tài. Trái lại, tôi luôn yêu cầu thần dân tôi hãy thể hiện óc suy nghĩ và lòng yêu nước, hãy tỏ ra công bằng với những sách lược đúng đắn của tôi mà ủng hộ cho những sách lược này. Và tôi không bao giờ quên bày tỏ lòng trọng vọng của mình bằng cách ban phát ân huệ cho họ. | ” |
| — Pyotr Đại đế | |   |

Tranh cãi về Pyotr Đại đế và về những cải tổ của ông không bao giờ chấm dứt. Ông đã được thần tượng hóa mà cũng bị kết án, được phân tích hết lần này qua lần khác, và rồi vẫn là con người huyền bí. Một tố chất mà không ai có thể tranh cãi là năng lượng làm việc ngút ngàn của ông. Chính Pyotr Đại đế đã viết: "Không nên để mất một thời khắc nào, chúng ta phải trút ra hết năng lượng để làm việc". Ông có một sức mạnh của thiên nhiên, và có lẽ vì lý do này không thể có sự phán xét cuối cùng về ông.

### Điểm giống với Julius Caesar
Trong lịch sử, nhiều nhân vật không chỉ có những điểm tương đồng nhau về ngoại hình mà còn về sự nghiệp nữa. Trong số những trường hợp này có Pyotr Đại đế và nhà độc tài La Mã Julius Caesar, họ có những điểm giống như sau:
- Trong lịch sử La Mã cổ đại, Julius Caesar là nhà lãnh đạo đầu tiên tự phong mình làm "hoàng đế". Còn trong lịch sử Nga, Pyotr là vị vua đầu tiên trở thành "hoàng đế".
- Vào năm 46 trước Công nguyên, Julius Caesar đã đề xướng cải tổ về lịch. Kết quả của cuộc cải tổ này là người La Mã xem ngày 1 tháng 1 là ngày đầu tiên của năm. Tương tự với Caesar, ngày 15 tháng 12 năm 1699 Pyotr Đại đế ban bố Thánh chỉ về việc thiết lập những loại lịch mới.
- Julius Caesar và Pyotr Đại đế đều là những ông vua quan tâm đến việc quân sự. Họ đã đặt ra Bộ Tham mưu cùng với những cơ quan có trách nhiệm với vấn đề đường sá, kỹ thuật,...

## Các câu nói nổi tiếng
| “ | Không phải là anh đến gần mũi tên hòn đạn, mà chúng nó đến gần anh. Em hãy ra lệnh cho chúng nó ngưng bắn. | ” |
| — Thư trả lời em gái Natalia khi biết ông quá hăng say chiến đấu, cầu khẩn vua anh không nên đến gần tầm đạn của đối thủ. | |   |

| “ | Bớt nghi lễ nhưng thêm hăng hái và thêm trung thành đối với Ta và Đất nước – đấy là cách bày tỏ lòng kính trọng Sa hoàng. | ” |
| — Trong chỉ dụ quy định thần dân không cần phải quỳ gối hoặc nằm phủ phục trước sự hiện diện của Nga hoàng. | |   |

| “                          | Đừng buồn do vận rủi vừa qua, vì thành công liên tiếp khiến cho nhiều người thân bại danh liệt. Hãy quên đi và cố khích lệ binh sĩ của ông. | ” |
| — Thư viết cho Sheremetev. | |   |

| “                                                | Binh sĩ không nên nghĩ mình chiến đấu cho Pyotr, mà cho chế độ của Sa hoàng được nhân dân giao phó cho Pyotr... Phải biết rằng ông ấy không quý trọng mạng sống của mình, nhưng nên hiểu rằng nước Nga phải trường tồn trong tình hiếu thảo, thanh danh và phồn thịnh. | ” |
| — Lời hiệu triệu binh sĩ Nga trước Trận Poltava. | |   |

| “                                                                       | Binh sĩ không thể được no bụng với các lời hứa hão huyền, mà họ cần kho quân nhu đầy đủ. | ” |
| — Tuyên bố với phía Đan Mạch khi thảo luận việc hợp lực đánh Thụy Điển. |                                                                                          |   |

| “                                         | Ta không cổ vũ con gây chiến tranh mà không có lý do đúng phép tắc. | ” |
| — Thư viết cho con trai, Thái tử Aleksei. |                                                                     |   |

| “                                      | Cần thiết phải giải thích những quyền lợi của đất nước là gì, và làm cho dân chúng hiểu được những điều này. | ” |
| — Chỉ thị cho các bá quan trong triều. | |   |

| “                                   | Ta tự biết mình có lỗi vì dễ nóng giận. Vì lý do này mà ta không cảm thấy bị xúc phạm bởi những người nói cho ta biết điều ấy và can gián ta, như Ekaterina của ta. | ” |
| — Câu tâm sự với người chung quanh. | |   |

| “                                                                                       | Ai biết được? Nó có thể không lạ với ngươi, nhưng lạ với ta. Hãy cho ta xem mọi thứ. | ” |
| — Câu thường nói với quan chức địa phương khi hỏi han địa phương ấy có cái gì lạ không. |                                                                                      |   |

## Gia quyến
Pyotr Đại đế có hai người vợ và có với họ tổng cộng mười bốn người con nhưng chỉ ba trong số họ sống tới tuổi trưởng thành. Con trưởng của ông, Thái tử Aleksei bị tình nghi tham gia âm mưu lật đổ vua cha. Alexei đã thú tội trong quá trình tra khảo thực hiện bởi tòa án thế tục (không thuộc Nhà thờ), nơi trước đó ông đã bị luận tội và kết án để thi hành. Bản án chỉ được thực hiện khi có chữ ký xác nhận của Nga hoàng Pyotr, nhưng Aleksei đã chết trong tù trước khi Pyotr đưa ra quyết định của mình. Nguyên nhân dẫn đến cái chết của Aleksei nhiều khả năng nhất là do Thái tử này đã bị thương khi bị tra tấn.
Sau đây là danh sách các con của Pyotr Đại đế: 
| Tên                                        | Sinh                 | Mất                 | Ghi chú                                                                                    |
| ------------------------------------------ | -------------------- | ------------------- | ------------------------------------------------------------------------------------------ |
| Con của Eudoxia Lopukhina                  |                      |                     |                                                                                            |
| Aleksei Petrovich, Thái tử của Nga         | 18 tháng 2 năm 1690  | 26 tháng 6 năm 1718 | Cưới Công chúa Charlotte của Brunswick-Wolfenbüttel năm 1711; có con.                      |
| Aleksandr Petrovich, Đại công tước của Nga | 13 tháng 10 năm 1691 | 14 tháng 5 năm 1692 |                                                                                            |
| Pavel Petrovich, Đại công tước của Nga     | 1693                 | 1693                |                                                                                            |
| Con của Ekaterina I                        |                      |                     |                                                                                            |
| Pavel Petrovich                            | 1704                 | 1707                | Sinh và chết trước khi cha mẹ chính thức kết hôn.                                          |
| Pyotr Petrovich                            | 1705                 | 1707                | Sinh và chết trước khi cha mẹ chính thức kết hôn.                                          |
| Ekaterina Petrovna                         | 7 tháng 2 năm 1707   | 1708                | Sinh và chết trước khi chính thức kết hôn.                                                 |
| Anna Petrovna, Công chúa của Nga           | 27 tháng 1 năm 1708  | 15 tháng 5 năm 1728 | Kết hôn năm 1725 với Karl Friedrich, Công tước của Holstein-Gottorp; có con.               |
| Nữ hoàng Elizaveta I                       | 29 tháng 12 năm 1709 | 5 tháng 1 năm 1762  | Kết hôn không đăng đối năm 1742 với Aleksei Grigorievich, Bá tước Razumovsky; không có con |
| Maria Petrovna, Đại Công nương của Nga     | 20 tháng 3 năm 1713  | 27 tháng 5 năm 1715 |                                                                                            |
| Margarita Petrovna, Đại Công nương của Nga | 19 tháng 9 năm 1714  | 7 tháng 6 năm 1715  |                                                                                            |
| Pyotr Petrovich, Đại Công tước của Nga     | 15 tháng 11 năm 1715 | 19 tháng 4 năm 1719 |                                                                                            |
| Pavel Petrovich, Đại Công tước của Nga     | 13 tháng 1 năm 1717  | 14 tháng 1 năm 1717 |                                                                                            |
| Natalia Petrovna, Đại Công nương của Nga   | 31 tháng 8 năm 1718  | 15 tháng 3 năm 1725 |                                                                                            |
| Một người con gái chết non                 | 1720                 | 1720                |                                                                                            |
| Pyotr Petrovich, Đại Công tước của Nga     | 7 tháng 10 năm 1723  | 7 tháng 10 năm 1723 |                                                                                            |

## Xem thêm

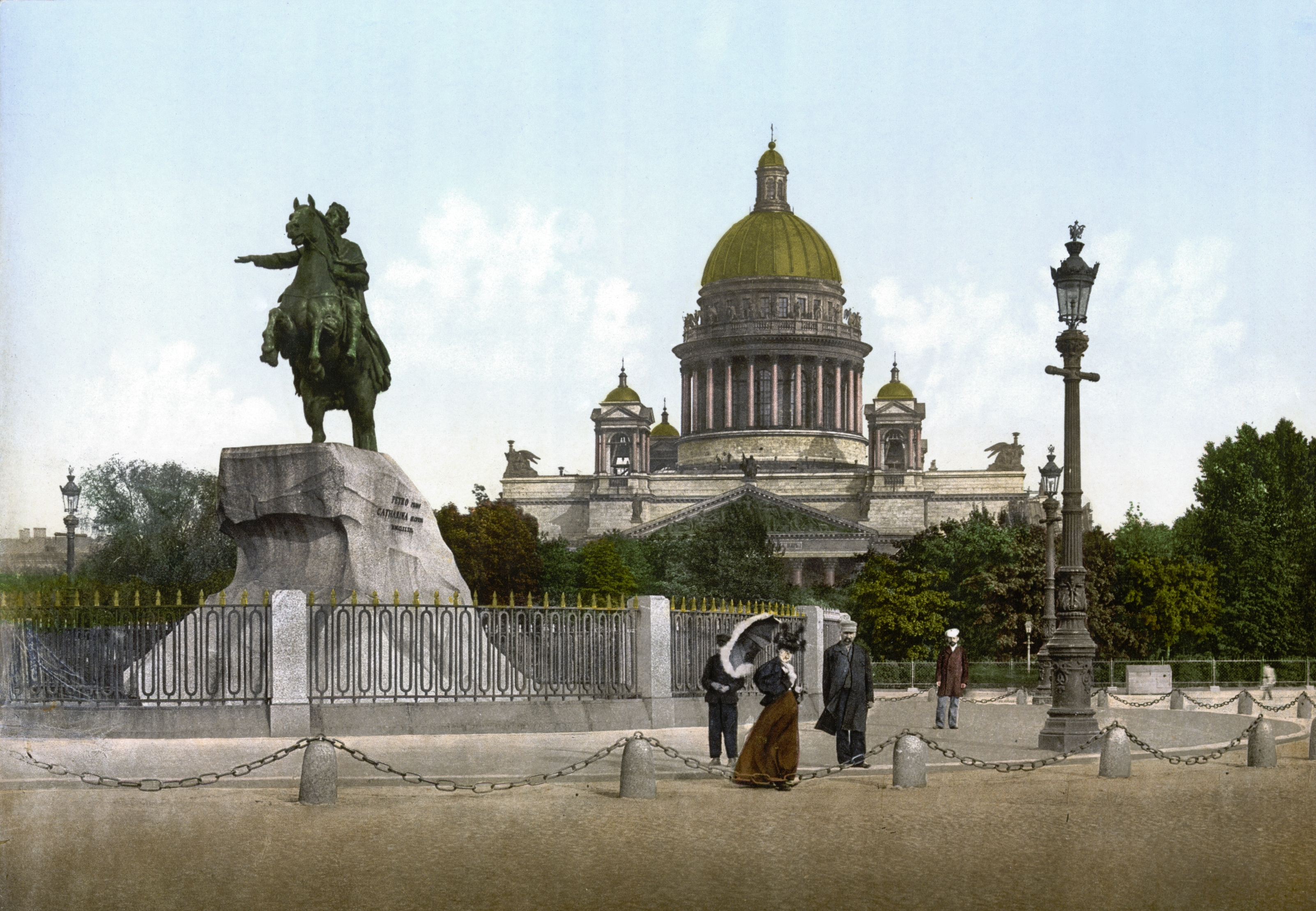
Tượng nổi tiếng của Pyotr I tại cố đô Sankt-Peterburg